# История Воронежа

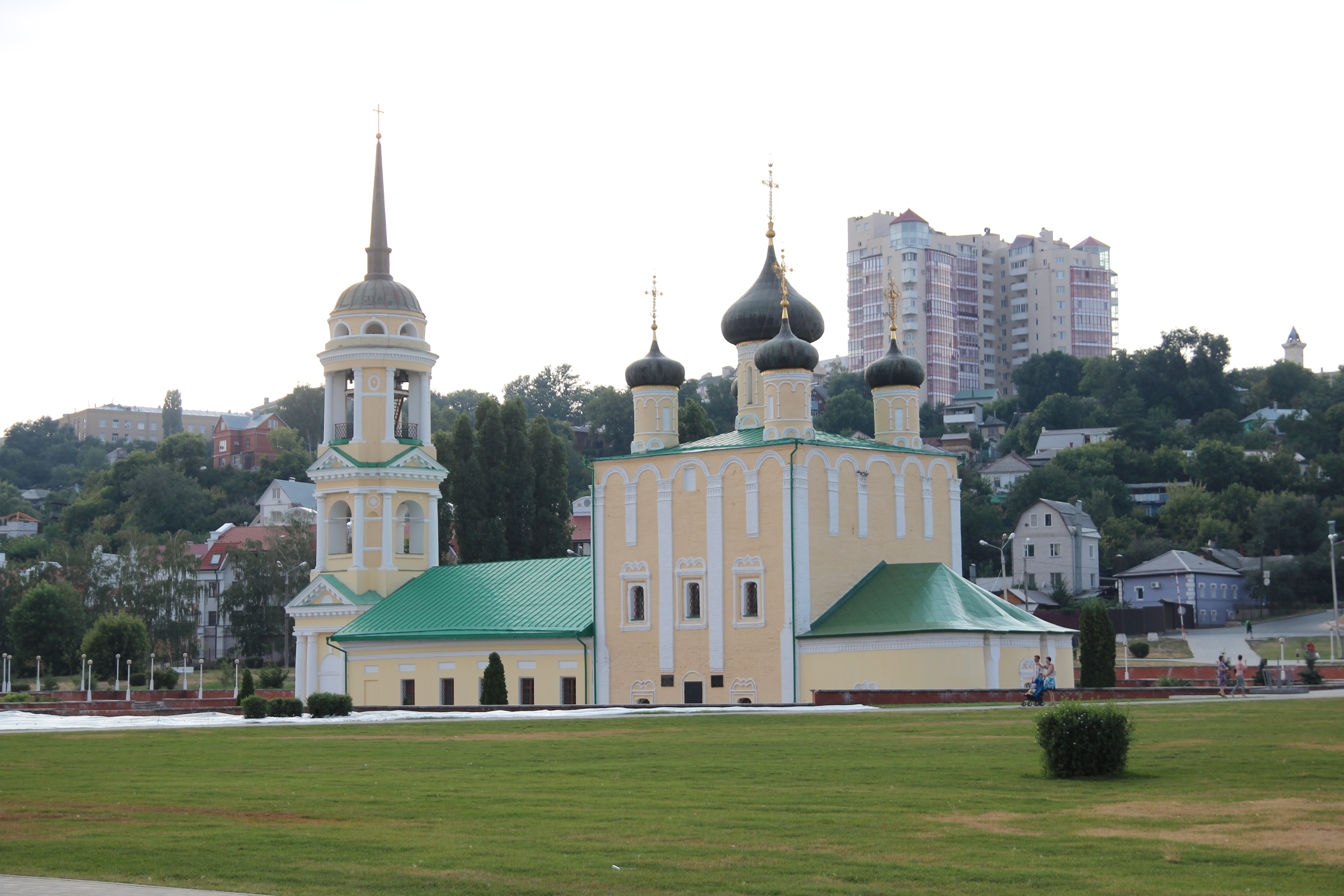
Успенский Адмиралтейский храм, построенная в конце XVII века

Воро́неж — город в европейской части России, имеет давнюю историю. Официально годом основания Воронежа считается 1586 год.
Воронеж считается «колыбелью» русского регулярного (государственного) военно-морского флота и родиной военно-воздушного десанта.

## Этимология
Современный город назван в XVI веке по реке Воронеж — притоку Дона. Однако проблема происхождения названия «Воронеж» является одной из самых волнующих для историков и краеведов. Значимость её состоит в том, что на сегодняшний день ни одна из гипотез, объясняющих слово «Воронеж», не является настолько аргументированной, чтобы безоговорочно принять её в качестве единственно возможного разрешения вопроса. Главным препятствием является отсутствие необходимых письменных источников — более ранних, чем летописи. В обсуждении проблемы принимали участие профессиональные лингвисты, историки и географы, ряд краеведов.
Русский языковед-славист XIX века И. И. Срезневский считал, что слово «Воро́неж» произошло от слова «во́рон», имени птицы. Немецкий языковед М. Фасмер, автор трёхтомного «Этимологического словаря русского языка», сделал предположение, что название «Воро́неж» имеет связь с прилагательным «вороно́й» (чёрный), которое происходит от названия птицы.
В 1947 году на конференции по вопросам финно-угорской филологии ленинградский исследователь А. И. Попов высказал мысль о связи географического названия «Воронеж» с мордовским словом «вир» — лес. Гипотеза Попова была скептически принята специалистами и не вошла в словари М. Н. Мельхеева и В. А. Никонова. Однако О. Н. Трубачёв и В. Н. Топоров её поддержали, представив дело решённым и не вызывающим ни у кого сомнений. Впоследствии эту гипотезу поддержал и местный краевед А. В. Кожемякин. В 1968 г. примеры топонимических ошибок были разобраны в учебном пособии В. А. Жучкевича «Общая топонимика».
В 1957 году рязанский краевед профессор Н. П. Милонов полагал, что река Воронеж получила название по темному цвету воды. Однако дальнейшие гидрологические и почвоведческие исследования доказали чистоту воды в реке за счет её протекания в лесной местности, наличия здесь серых лесных почв и песка, отсутствия черноземов.
В 1971 и 1977 годах В. П. Загоровский в двух изданиях книги «О древнем Воронеже и слове „Воронеж“» развил ономастическую гипотезу Л. В. Успенского о том, что название «Воро́неж» — это притяжательное прилагательное от пока не выявленного древнерусского имени «Вороне́г». По его версии, ойконим «Воронеж» появился на Черниговской земле (ныне поселок Воронеж) и был перенесен в Подонье в конце XI или начале XII века, где это слово закрепилось в названии реки. Сам Загоровский замечал, что его предположения «пока не могут выйти за рамки научной гипотезы».
В 1983 году В. П. Нерознак, ссылаясь на М. Фасмера и А. И. Соболевского, предполагает индоевропейское происхождение «топонимических повторов» в гидронимии Восточной Славии и замечает, что остается неясной исходная форма: воронеj или воронечь или воронежъ .
В 2000 году в статье «О слове „Воронеж“» краевед Я. П. Мулкиджанян предположил связь названия города с иранским словом «вару» — широкий, так как река имеет широкую пойму, а в раннем железном веке на реке обитали ираноязычные племена. В комментарии к его статье д.и.н. А. П. Медведев высказал мнение о связи гидронима Воронеж с названием упоминаемой Геродотом реки Оар, впадающей в Меотиду (Азовское море).
В 2003 году археологи А. З. Винников и А. Т. Синюк, в отличие от В. П. Загоровского, склонились к тому, что название реки Воронеж появилось не в XI—XII веках, а в конце VIII или начале IX века, его дали пришедшие сюда славяне, основатели многих поселений в низовьях реки, которую давно покинули предыдущие народы.
В 2009 году историк А. Лазарев сделал обзор существующих гипотез, показав их субъективность, и остановился на лингвистическом анализе. Критически анализируя гипотезу В. П. Загоровского, он предложил применить «номиналистический метод» М. Мюллера в определении мифоэпических «предков или старших родственников» гипотетического героя Воронега, а также — рассмотреть вопрос этимологического родства индоевропейских гидронимов Ворона (Россия), Вране (Сербия), Варна (Болгария), Варнов (Германия), Варроне (Италия), Варуна (Индия) в контексте их происхождения от индоевропейского корня *var, в значении «вода».
В 2015—2016 годах историк П. А. Попов, предприняв комплексное научное исследование, согласился с датировкой А. З. Винникова и А. Т. Синюка и обосновал гипотезу о природно-географическом происхождении слова «Воронеж» как славянского макротопонима с корнем ворон- (от праславянского vorn) в значении «черный, темный» и суффиксом -еж (-аж, -ож) для обозначения территории, покрытой громадным чернолесьем, включавшей в себя одноимённую реку и целый ряд древних населенных пунктов. Определены исторические границы дубрав («черных лесов») от устья р. Воронеж до летописных Вороножских лесов в среднем и верхнем течении реки. Многие леса вырублены. Доныне к г. Воронежу примыкает с севера Воронежская нагорная дубрава с остатками древнеславянского градостроительного комплекса.

## Древнейшие поселения на территории Воронежа
Воронежская земля богата ценными памятниками археологии. Более ста из них были открыты в черте современного города и его окрестностях. Многие поглощены городской застройкой. Известны поселения эпохи бронзы (в эпоху бронзовых орудий здесь обитали племена так называемых абашевской, срубной и катакомбной культур), городища и селища раннего железного века (I тысячелетие до н. э. — середина III века н. э., наследие скифских и сарматских племён), уникальный комплекс славянских городищ и селищ (VIII — начало XI века), курганные могильники разных эпох.
Высокие труднодоступные правобережные мысы в низовьях реки Воронеж издревле были удобны для градостроительства. В конце XIX века краеведы Л. Б. Вейнберг и Е. Л. Марков впервые обратили внимание на красоту и мощь основных городищ. Благодаря им создана иллюстрированная книга-альбом. Однако в то время совершенно не было известно, какими народами оставлены городища; краеведы называли их «казарскими» или «хозарскими». В 1928—1929 годах экспедиция Государственной академии истории материальной культуры под руководством ленинградского ученого П. П. Ефименко совершила открытие, указав на раннеславянское происхождение «градов». Была выделена археологическая боршёвская культура (от донского села Борщёво или Боршево), в целом характерная для Среднего Дона и Воронежа. Около Михайловского кордона на реке Воронеж обнаружилось необычно крупное по размерам (свыше 9 га) и сильно укреплённое двумя линиями обороны славянское городище VIII — начала XI века (ранее, в эпоху бронзы и раннего железного века, мыс был заселён в меньших объёмах). Впоследствии этот факт дал основание академику Б. А. Рыбакову предположительно отождествить городище с городом, широко известным по восточным источникам как «Вантит» («Вабнит»), находившийся «в самом начале пределов славянских». Вместе с тем ряд других российских исследователей размещают Вантит в иных местах: в бассейне Оки; на Днепре в Киеве; на Дону на городище Титчиха; на Воронеже на Животинном городище и др.

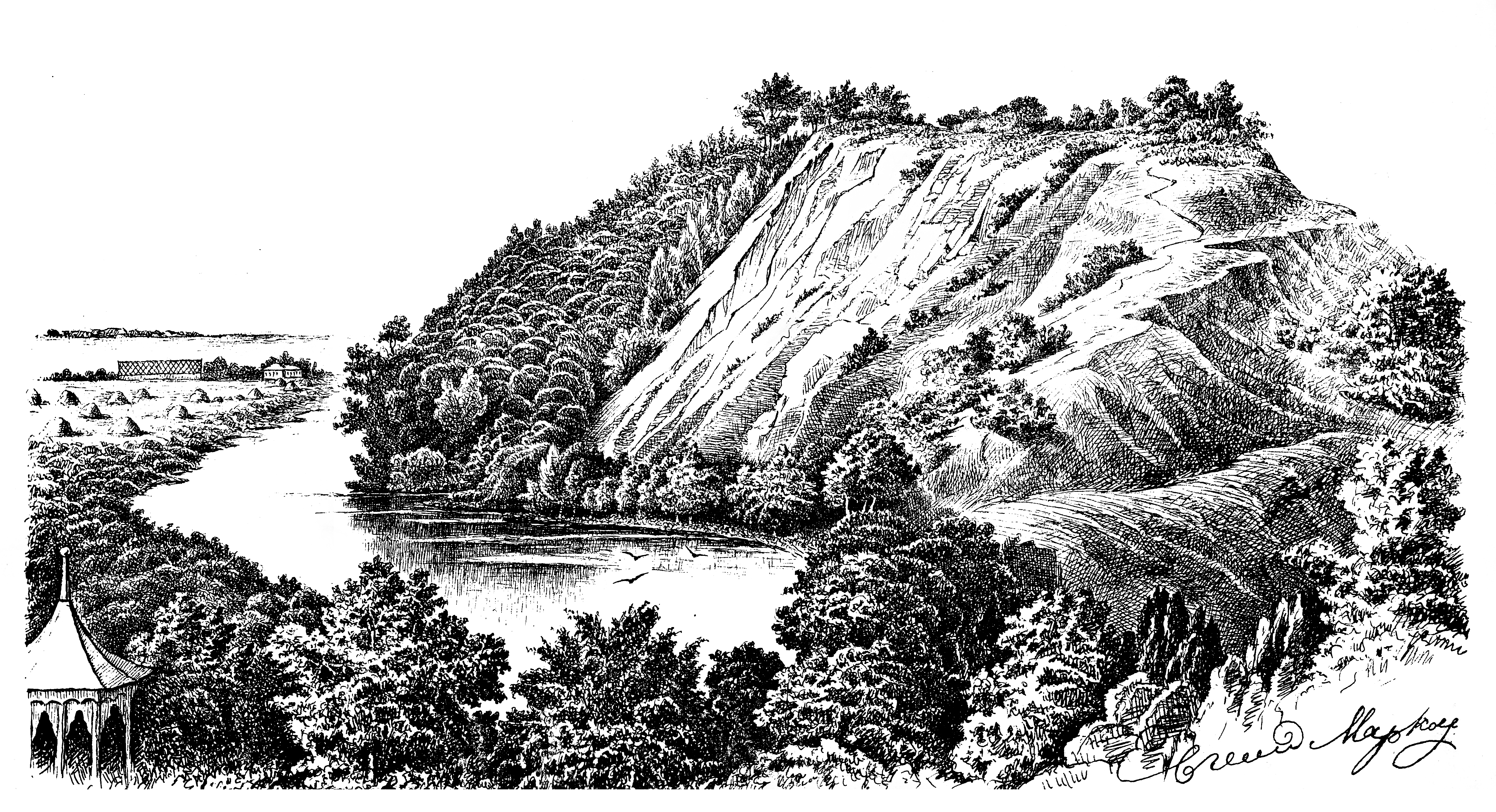
«Казарское» (Кузнецовское) городище. Рисунок Е. Л. Маркова и Л. Г. Соловьева из книги Л. Б. Вейнберга, 1891 г.

В 1960—1990-х годах городища на реке Воронеж в Воронежской нагорной дубраве, к северу от нынешней городской застройки, исследовали экспедиции под руководством ученых Воронежского государственного университета А. Н. Москаленко, А. З. Винникова, А. Д. Пряхина, В. Н. Ковалевского и др. Раскапывались остатки древесно-земляных укреплений и полуземляночных жилищ, найден производственный железоплавильный комплекс. В 1993—1997 годах экспедиция в составе А. Д. Пряхина, М. В. Цыбина и др. предприняла доскональное обследование той части древнеславянского комплекса, которая находится в дубраве в административной черте города, — от санатория имени М. Горького до окружной автотрассы, на правом берегу Воронежского водохранилища. На территории длиной около 11 км зафиксированы 34 разновременных объекта, начиная от эпохи бронзы и раннего железного века, но с доминирующим положением славянских раритетов VIII—XI веков: городища, селища, могильники. Поддержав идею Б. А. Рыбакова о Вантите, профессор А. Д. Пряхин дал условное название «Вантит» этому микрорегиону. Составлены точные планы городищ. Поднят вопрос о сбережении редкого сгустка памятников.
Лысогорский могильник находится на правом берегу реки Воронеж. Горшок из кургана № 85, орнаментированный разреженным лощением и линиями, имеет аналогии с сосудами из лысогорских курганов № 7 и № 10 и с сосудом из Пастырского городища. В хозяйственных ямах под курганом была найдена керамика боршевского типа (венчики с насечками и вдавлениями по краю с примесью песка и шамота. Курган № 151 по погребальному обряду и по сопровождающему инвентарю можно отнести к боршевской культуре восточных славян (VIII—X века).

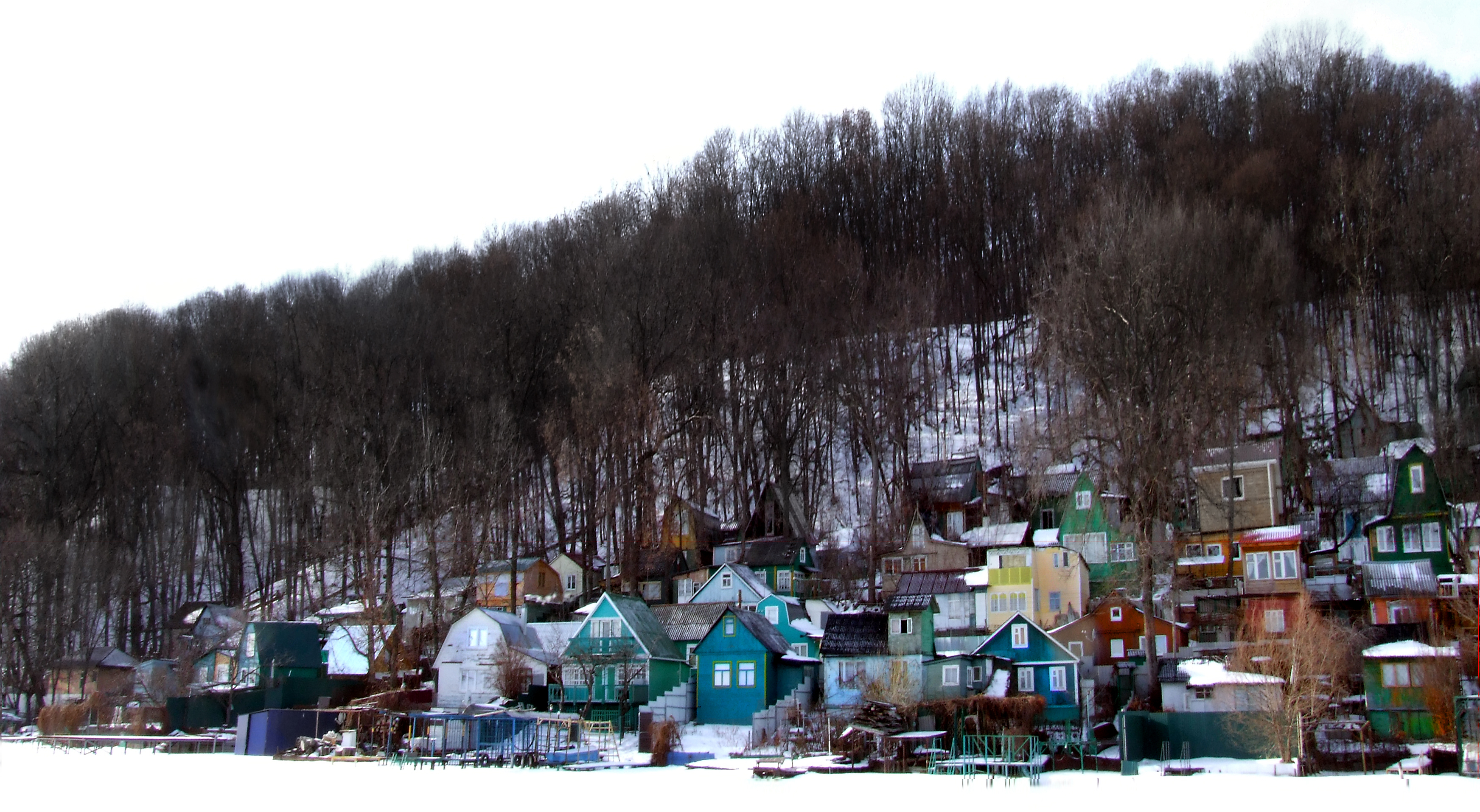
Фрагмент главного городища VIII—XI вв. (приписываемые названия «града»: Вантит, Воронеж) около Рыбачьего поселка, в Центральном районе г. Воронежа

В 2016 году историком П. А. Поповым весь древнеславянский комплекс, от впадения реки Воронеж в реку Дон до посёлка Рамонь, рассмотрен как упорядоченное градостроительное гнездо (по аналогии с гнёздами в других регионах) — длина около 42 км, насчитывается около 13 городищ, в том числе центральный главный «град» около Михайловского кордона (современный ориентир: над пос. Рыбачий) и множество селищ. Историк предположил, что имя главного «града» могло повторять название всей ранней природно-исторической области — Воронеж. Он также не исключает, что одно из малых городищ могло находиться непосредственно в историческом ядре современного Воронежа, на улице Володарского или Севастьяновском съезде. Установлено, что застройка современного города уничтожила несколько городищ: «Ближняя Чижовка», Акатово, «Берёзовая Роща» (возможно, Старое Казарское). Доныне сохранились городища: на южной окраине Воронежа — Шиловское, на северной — Кузнецовское (Казарское) на территории санатория имени М. Горького; далее в дубраве — «Михайловский кордон» (Вантит? Воронеж?); Белая Гора (1-е Белогорское), 2-е Белогорское; за чертой города в Рамонском районе — 1-е Чертовицкое, Животинное; 1-е Рамонское. Судя по величине «гнезда» и главного «града», площадь которого примерно в 13 раз превышает площадь дохристианского городища Киева
, в низовьях реки Воронеж имеется один из наиболее значимых древнейших градостроительных комплексов на Руси.
Сейчас под государственной охраной состоят 5 городищ. Управление по охране объектов культурного наследия Воронежской области руководит проектом организации «Достопримечательного места Вантит». В 2018 году микрорегион «Вантит» целиком включен в официальный Перечень выявленных объектов культурного наследия.

## Первые упоминания о Воронеже
Первое упоминание о Воронеже относится к 1177 году в связи с битвой владимирских и рязанских князей и побегом Ярополка Рязанского в «Воронож». Вот что об этом сообщают летописи — Лаврентьевская летопись:
А по Ярополка посла, глаголя Рязанцем: вы имете нашего ворога, али иду к вам. Рязанци же здумаша, рекуше, князь наш и братья наши погыбли в чужем князи, ехавше в Воронож, яша его сами и приведоша его в Володимерь
 и Никоновская летопись, но с некоторыми дополнениями: 
отбежа бо князь Ярополк Ростиславич в Воронож, и тамо прехожаше от града во град… И тако шедше в Воронож, изымаша его, и ведоша в Володимерь.
Некоторые историки предполагают, основываясь на отрывках этих летописей, что Воронеж (Воронож) существовал как поселение ещё в XII веке. Так, историки и археологи А. Д. Пряхин и М. В. Цыбин предположительно идентифицировали его с Семилукским городищем на Дону, выше устья реки Воронеж, где было поселение городского типа XII—XIII веков — крайний пограничный «град» на южных рубежах Древней Руси. Другие краеведы полагали, что в летописи имеется в виду только река Воронеж. В последние десятилетия ряд исследователей считают, что географическая область Воронеж в древнерусское время включала в себя и реку, и несколько «градов» (как это и указано в летописи) на реке Воронеж. Название одного из «градов» теоретически могло повторять наименование географической области или быть производным от слова «Воронеж». Археологические раскопки выявили крупные селища в среднем течении реки, которые летописцы могли причислить к «градам». В нижнем течении пока только на Животинном городище, вблизи села Староживотинного Рамонского района, А. З. Винниковым и другими археологами четко выделены материалы XII—XIII веков среди наслоений нескольких эпох.
Второе, очень значимое, упоминание Воронежа в летописях относится к 1237 году, когда началось завоевание Руси ханом Батыем. Русские князья решили дать первый бой врагам «и выидоша противу их в Воронож», но потерпели поражение. Существуют различные мнения ученых о месте и обстоятельствах сражения. Одни исследователи считают, что под словом «Воронеж» понимается река Воронеж, и отождествляют её с некой «Онузой», упоминаемой на других страницах летописного текста; другие видят в этом слове ту же географическую (природно-историческую) область. Существует ещё один исторический источник, в котором, возможно, упоминается Воронеж. Это мемуары венгерского монаха Юлиана, который был выдающимся путешественником Европы в Средние века. Он был на Руси дважды в 1235—1238 годы. При описании войск Батыя он сообщает, что «третья часть остановилась против реки Дона близ замка Ovcheruch (Orgenhusin), также княжества русских». Историки Л. Бендефи, С. А. Аннинский и В. В. Каргалов считали, что речь идет о Воронеже. Современные исследователи А. Д. Пряхин, М. В. Цыбин, П. А. Попов не исключают, что замок можно отождествить с Семилукским городищем — с бывшим «градом» на краю летописного Воронежа.
В 1283—1284 годах при описании о расправе татар с населением Курского княжества и о трагических событиях в Липецком княжестве в летописях в третий раз появляется слово «Воронеж» — в виде записи о Вороножских (Воронежских) лесах. Скорее всего, имеются в виду реально существовавшие леса в среднем и верхнем течении реки Воронеж, на территории современных Липецкой и Тамбовской областей (но существуют и попытки локализовать их на территории современной Украины, вблизи пос. Воронеж).
В литовском «Списке городов Свидригайло» от 1432 года Воронеж тоже упоминается на 63месте с соседними городами Липецк, Оскол, Елец, Курск. 

## Основание города

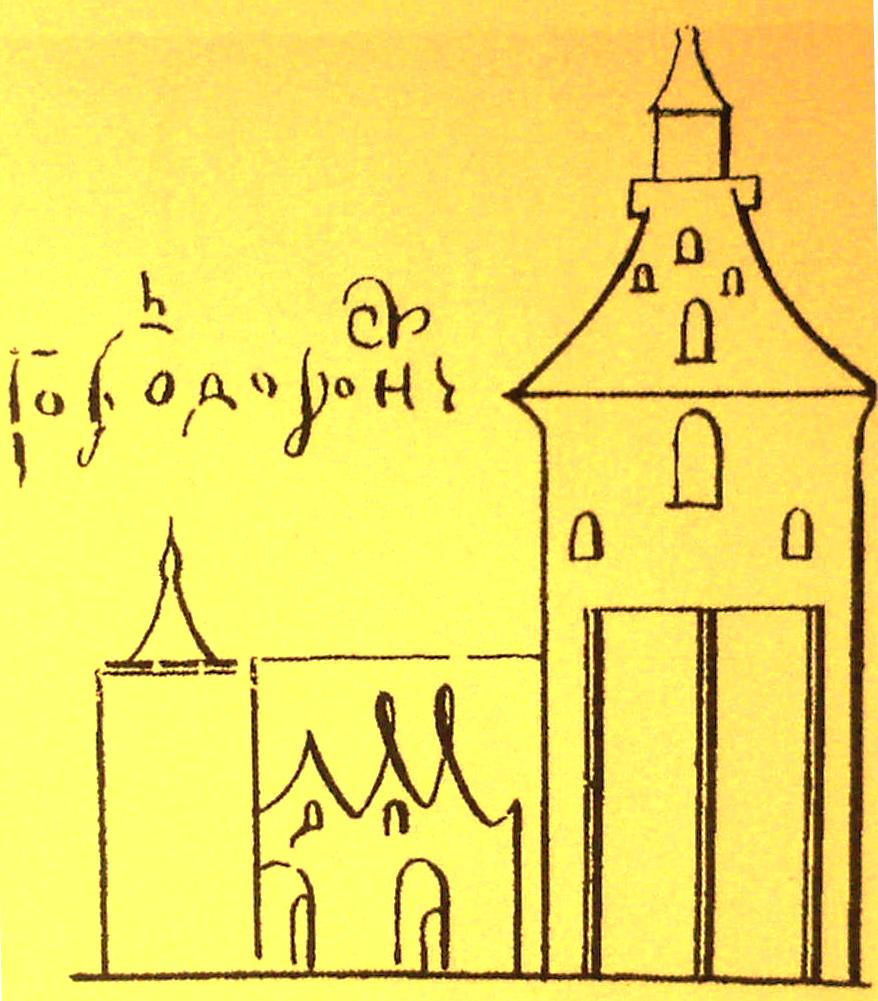
крепость Воронежа, рисунок XVII века

В 1571 году боярин Михаил Воротынский «на Поле» (на территориях современных Орловской, Курской, Белгородской, Харьковской, Луганской, Липецкой и Тамбовской областей) организовал сторожевую службу Русского государства. Строго в определённое время и по заранее заданным маршрутам выезжали станицы (конные отряды), в летнее время в некоторых местах выставлялись сторожевые посты. Наиболее крупным сторожевым постом был пост у Богатого затона, который был ликвидирован после основания Воронежа. Воронеж вместе с городом Ливны стали первыми южными укреплёнными городами в конце XVI века, защищавшими Русское государство от набегов крымских и ногайских татар в придонских степях.
Воронежская крепость была построена под руководством первого воронежского воеводы Семёна Фёдоровича Папина-Сабурова и двух его помощников—Василия Биркина и Ивана Судакова-Мясного, которые впоследствии служили городскими головами Воронежа. На строительство были присланы крестьяне из Данкова, Переславля Рязанского, Ряжска, а также плотники, стрельцы и другие служилые люди. В 1590 году крепость была подожжена казаками-черкасами. Город был почти полностью уничтожен. Несмотря на это уже к 1594 году Воронеж был «рублен» заново.
Царский указ об основании Воронежа пока не найден. В архиве хранится распоряжение боярина Никиты Романовича Юрьева от 1 марта 1586 года о реорганизации сторожевой службы на южной окраине Русского государства, в котором написано: «По государеву царёву и великого князя Фёдора Ивановича всея Русии указу и по приговору бояр князя Фёдора Ивановича Мстиславского с товарищы на Сосне, не доезжая Оскола два днища, поставить велено город Ливны, а на Дону на Воронеже, не доезжая Богатово затону два днища, велено поставить Воронеж…» Тем не менее, запись в Разрядном приказе от 1585 года «об отписке рязанских бортных ухожьев и рыбных ловель новому городу Воронежу» доказывает, что Воронеж уже существовал в 1585 году. Тем не менее так как крепость была построена в 1586 году, то официально годом основания Воронежа считается именно 1586 год..
Находясь на таком бойком торговом пути, как точка слияния Воронежа с Доном, тогда ещё вполне судоходных рек, Воронеж не мог надолго оставаться исключительно военным городом. К середине XVII века торговля достигла здесь больших размеров. Вскоре, однако, стали возникать новые, более южные укреплённые города, построенные, главным образом, прибывшими в 1652 году острогожскими черкасами. Последние получили новые права и преимущества, в том числе право беспошлинной торговли и безоброчного шинкования. Это нанесло сильный удар торговле Воронежа, лишённого привилегий.

## Смутное время
В годы смуты воронежцы были настроены против официальной власти. На это повлияло то, что в 1601 году в центральной части Русского государства не уродился хлеб. От голода люди умирали тысячами. Многие искали продовольствие на юге страны, в том числе и в Воронеже. Данные об урожае в окрестностях города не сохранились. Тем не менее, появление переселенцев скорее всего усложнило ситуацию с продовольствием и в самом городе. Всё это, а также введённая Борисом Годуновым «десятинная повинность» (работа на 300 десятинах пашни около города для сбора урожая в пользу государства) привело к высказыванию неудовольствий властью. Поэтому в 1605 году Воронеж поддержал самозванца — Лжедмитрия I, а после его смерти не принял воцарение Шуйского.
В 1610 году Воронеж оказал поддержку Лжедмитрию II, который готовил себе в городе убежище, собирая здесь оружие и продовольствие. Переждать неприятности в Воронеже Лжедмитрию II так и не удалось, потому что 22 декабря 1610 года он был убит.
Тем не менее, воронежцы не стали присягать польскому королевичу Владиславу. 29 июля (по старому стилю) 1613 года сторонники королевича — атаман И. М. Заруцкий с Мариной Мнишек и отряд мятежных казаков были разгромлены к северу от городской крепости, вблизи урочища Русский Рог (в районе современного Северного микрорайона). После сражения казаки бежали. Многие из них потонули при переправе через реку Дон. Заруцкий и Мнишек смогли добраться до Астрахани.
В 1648 году в Воронеже произошло восстание жителей против воеводы Василия Грязного, возглавляемое казаком Герасимом Кривушиным, который через несколько дней вернул себе власть в городе.

## Вторая половина XVII века

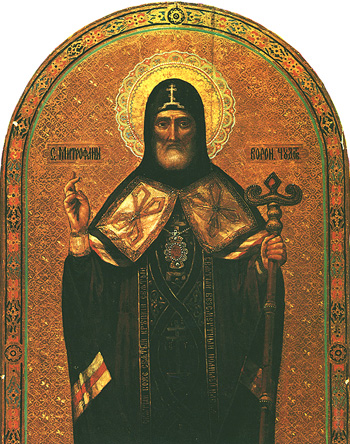
Святитель Митрофан

С середины XVII века через Воронеж следовали русские и иностранные послы в Турцию, Крым и на Кавказ. Город должен был обеспечить их всем необходимым, в том числе и вооруженной охраной. Примерно в это же время Воронеж стал частью Белгородской черты — укрепительных сооружений, защищавших Российское государство от набегов татар до конца века.
В 1670—1671 годы проходила Крестьянская война под предводительством С. Т. Разина, чей родной дядя жил в Воронеже. В это время воронежские воеводы смогли не допустить мятежа в городе, а война вокруг Воронежа была завершена царскими войсками под руководством белгородского воеводы Г. Романовского.
В 1682 году для борьбы с раскольниками по решению собора была образована Воронежская епархия. Её первым главой стал епископ Митрофан (1623—1703) в возрасте 58 лет. При нём началось строительство нового Благовещенского кафедрального собора из камня взамен старого, а также других каменных храмов.
В 1690 году между купцом Воронежа Федотом Аникеевым и церковью возник спор из-за того, что его лавка перегораживала прямой выход из Благовещенского собора. Лавку требовали снести, но купец на это не соглашался. При этом был нарисован план Воронежа того времени. Несмотря на то, что масштаб на чертеже не выдержан, можно рассмотреть существовавшие тогда слободы, крепость, дороги из неё и некоторые здания. Автор этого ценного исторического документа не известен. Тем не менее, на плане внизу есть надпись о том, что данный документ заверен дьяконом Титом.

## Реформы Петра I

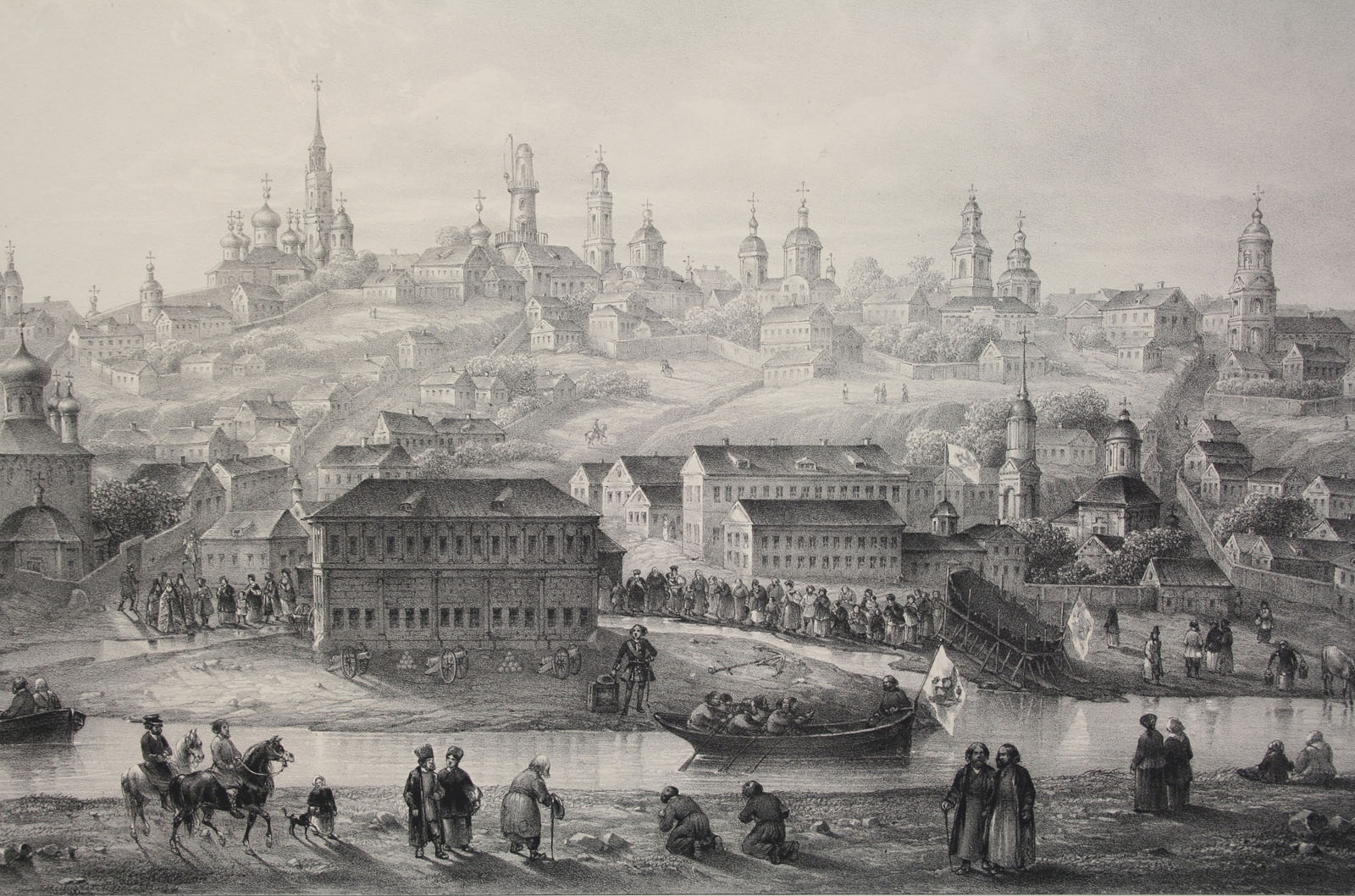
Гравюра Воронежа XVIII века (на переднем плане Петровский остров и цейхгауз)

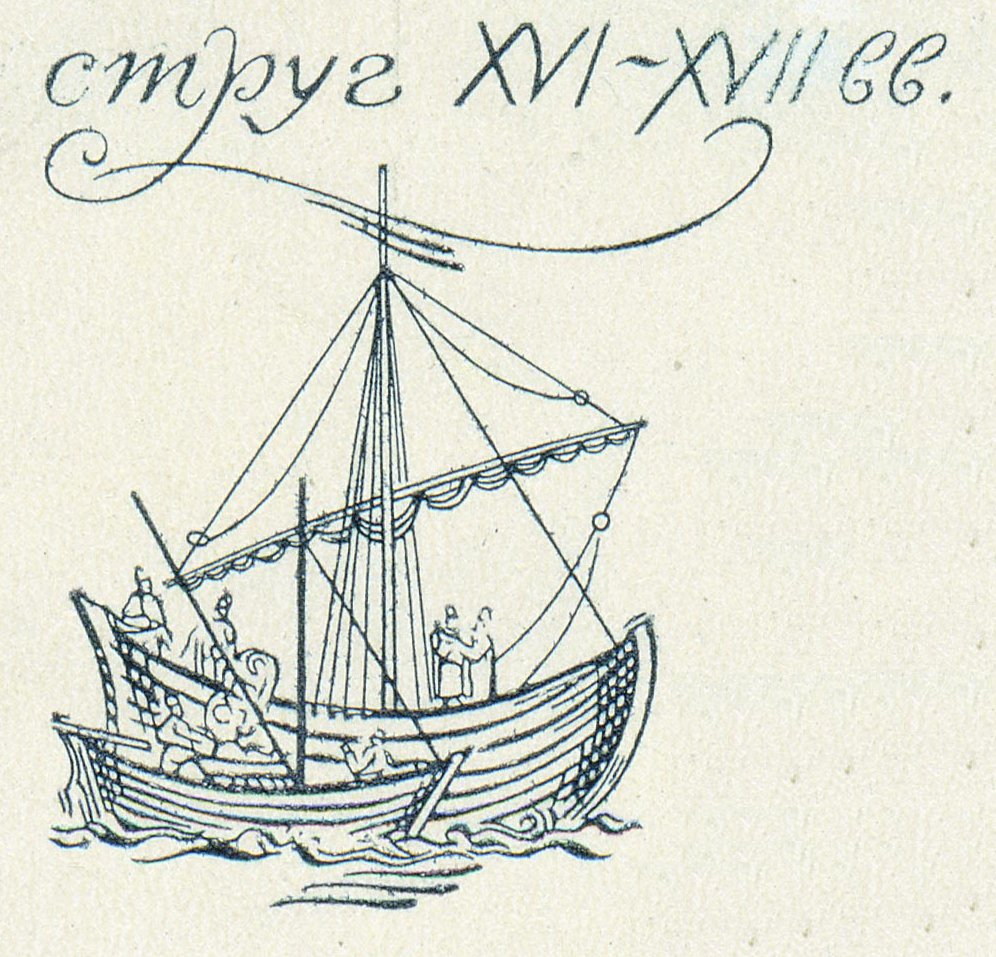
струг XVI—XVII веков

При подготовке второго азовского похода зимой 1695 года в Воронеже и Воронежском уезде осуществлялась подготовка 522 стругов, 42 мореходных лодок, 134 плота. Впервые в истории города такое большое количество ненагруженных кораблей ушло вниз по течению реки Воронеж.
Первый Азовский поход не принёс больших побед России. Крепость Азов завоевать не получилось. Неудачи были связаны с отсутствием военного флота. Поэтому Пётр I принял решение начать его строительство. Местом для этого был выбран город Воронеж из-за своего стратегического положения. Во-первых, город находился на реке Воронеж, которая впадала в Дон. Во-вторых, рядом с городом были леса, которые могли быть использованы как строительный материал. В-третьих, жители Воронежа имели опыт строительства речных судов и управления ими.
Строительство кораблей на Воронежской верфи началось в 1695 году с прибытием в Воронеж Петра I. Из-за нехватки денег было принято решение строить флот с помощью кумпанств, между которыми были разделены лесные участки с указанием бережного отношения к лесу. Самовольные вырубки дуба и осины были запрещены под страхом смертной казни. Следить за выполнением этих поручений Пётр I велел Антону Лаврентьевичу Веневитинову. Для улучшения управления каждому кумпанству было велено иметь двух начальников.
Воронеж с прилегающими к нему уездами стал одним из первых мест в России, где начали использовать пилы. Тем не менее, сначала разрешалось использовать и топоры, потому что пил не хватало. Впоследствии применение топоров было запрещено совсем под страхом непринятия судов из тёсаного леса. В апреле 1696 года царь узнал, что в городе Костёнске (ныне село Костёнки) найдены большие кости. После этого им был отправлен туда солдат Преображенского полка Филимон Катасонов для проведения раскопок. Этот год можно считать началом археологических исследований в районе Воронежа.
Деятельность Петра I вызвала недовольство жителей Воронежа. Поэтому Митрофан старался примирить людей с происходящим. Оказывал он поддержку и Петру I, в том числе и финансовую. На постройку кораблей епископ пожертвовал в Воронежское адмиралтейство 3000 рублей, за что был пожалован царской грамотой.
31 октября 1698 года Пётр I снова приехал в Воронеж.

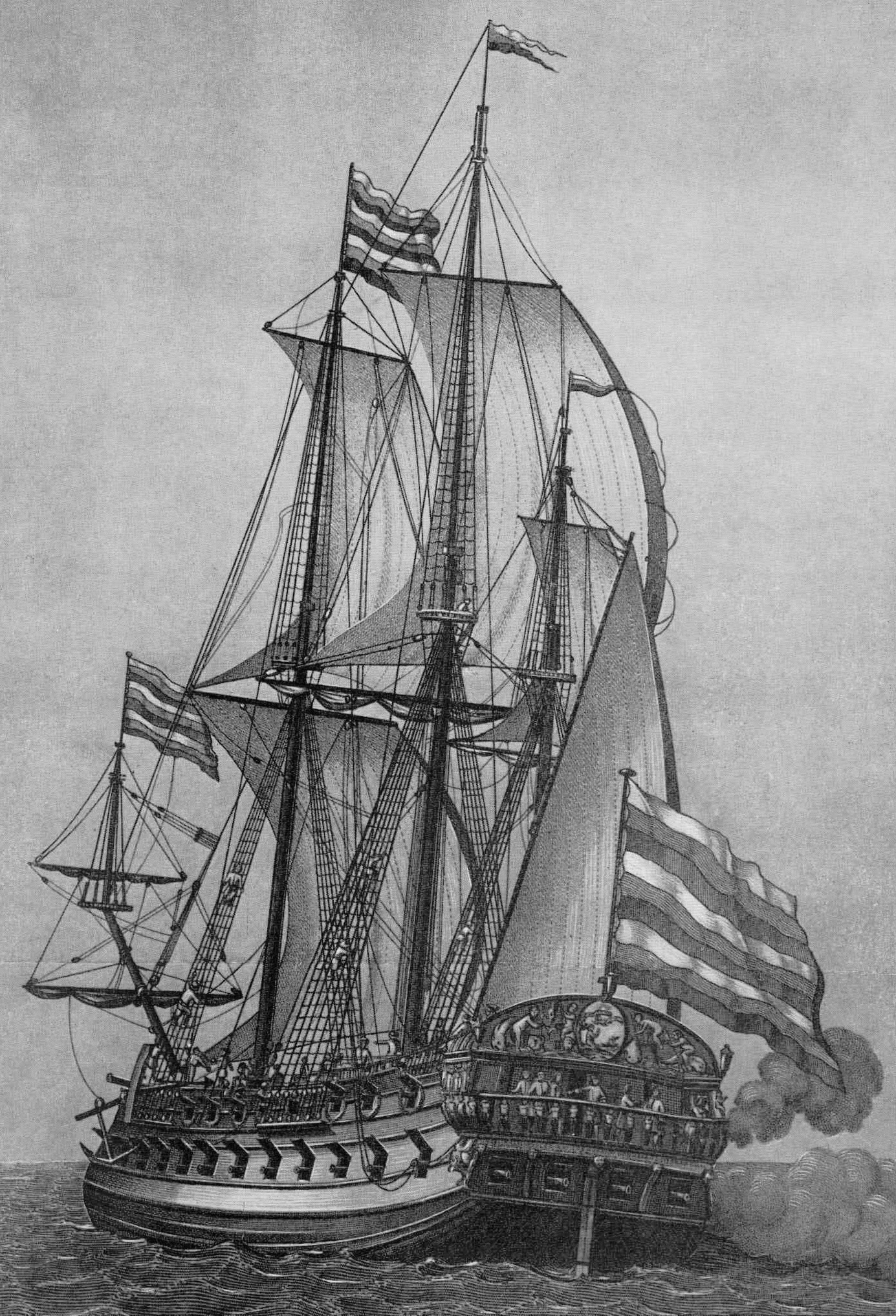
Корабль «Гото Предестинация»

19 ноября 1698 года на воронежской верфи под его руководством начал строиться 58-пушечный корабль, у которого киль имел особую форму. Чертежи этого судна царь сделал сам. Корабль получил имя «Гото Предестинация» («Божье Предвидение»). Через несколько недель, в середине декабря, монарх покинул Воронеж, а строительством «Гото Предестинация» по его распоряжению занялся корабельный мастер Федосий Скляев. 27 апреля 1700 года в присутствии царевича Алексея Петровича (сына Петра I), царевны Натальи Алексеевны (сестры Петра I), иностранных послов и других почётных гостей был спущен на воду 58-пушечный корабль «Гото Предестинация», который был построен по чертежам царя. Посол Дании Поль Гейнс отзывается о корабле «Божьем Предвидении» как о шедевре. К. де Бруин также сообщает о красоте этого судна, отмечая, что каюта капитана была обита ореховым деревом.
По сведениям Корнелия де Бруина, в начале XVIII века Воронежский флот насчитывал более 68 кораблей, 21 галер и около 200 бригантин.
В 1700 году в Воронеже были установлены большие железные часы с пятью боевыми колоколами. Это были одни из первых общественных часов в России. В то время их появление в городе означало повышение его статуса. В октябре 1700 года для работы часовщиком из Москвы в Воронеж прибыл дьякон Иван Яковлев, которому в месяц платили 1 рубль. После Яковлева часами заведовал Микула Митрохин.
В 1700 году адмиралтейцем Пётр I назначил Апраксина, а Протасьева А. П. смещает с этой должности за казнокрадство. В этом же году Воронеж перестал подчиняться воеводе Белгородского полка. Город стал управляться начальником Адмиралтейского приказа.
В 1702 году из Воронежа к устью реки Воронеж ушли 15 боевых кораблей, из них только три — «Разжённое железо», «Святая Наталья» и «Святой Георгий» — были полностью укомплектованы офицерами и матросами. 2 мая 1702 года Апраксин в своём письме в Москву писал, что офицеры на воронежской верфи очень нужны. В 1703 году в Воронеже открывается первая городская школа. для подготовки младших офицеров. В 1714 году появилось первое городское учебное заведение для детей от 10 до 15 лет.
В 1772 году, по инициативе правительства, в Воронеже образовалось первое в России «акционерное торговое общество для мореходства», с высочайше утверждённым уставом и с правом заказывать мореходные суда в военных адмиралтействах.
Военная верфь в Воронеже существовала недолго; вследствие постепенного обмеления рек она сперва была перенесена в Тавров, а затем южнее, на устье, и, наконец, совершенно упразднена.

23 ноября 1703 года умер святитель Митрофан. После заупокойного богослужения Пётр I сказал всем присутствующим: 
Стыдно нам будет, если мы не засвидетельствуем нашей благодарности благодетельному сему пастырю отданием ему последней почести. Итак, вынесем его тело сами.
Барон Гизен в своих записях о Воронеже 1709 года сообщает, что на берегу реки находилась немецкая слобода. В пригородах жили русские, англичане, итальянцы, немцы и голландцы. В Воронеже были царский двор, дом князя Меньшикова и дом адмирала, графа Апраксина. Для иностранцев были построены две евангельские церкви и две лютеранские кирхи.
В местах строительства флота находилось большое количество людей. Из-за антисанитарных условий и плохого питания возникали эпидемии. Летом 1701 года помощник адмиралтейца П. М. Игнатьев в донесении царю сообщал о болезнях в Воронеже, которые продолжались и потом. В июле 1705 года в Воронеже, Таврове и в месте впадения реки в Дон заболело 2218 человек.
Все эти события в Воронеже и других городах привели к тому, что был издан сенатский указ о том, чтобы «в знатных городах» появились лекари. При этом предписывалось содержать их на средства города, предоставить им квартиру и освободить от других обязанностей.
В ходе Областной реформы 1708 года по указу Петра I была сформирована Азовская губерния, которая состояла из 5 провинций — Воронежской, Елецкой, Тамбовской, Шацкой, Бахмутской, с 50 городами. Главой (генерал-губернатором) был назначен Толстой И. А. При этом Воронежская губерния стала обер-комендантской провинцией с центром в Воронеже под управлением Апраксина Фёдора Матвеевича. Статуса губернии у неё не было, но фактически до 1712 года она ею являлась. Потом она была включена в Азовскую губернию, которую теперь уже возглавил Апраксин Ф. М. Под его руководством центр губернии из Азова был переведён в Воронеж. В 1725 году после смерти Петра I Азовская губерния была переименована в Воронежскую.

## Вторая половина XVIII века
В 1745 учреждена Воронежская духовная семинария.
10 мая 1748 года Воронеж очень сильно пострадал от пожара. Сгорели почти все постройки на берегу реки. После этой трагедии центр Воронежа опять стал располагаться в том месте, где сейчас находится современная Университетская площадь.
В 1778 году в доме иностранца Зегеля была открыта аптека, которая стала первой в истории города, в 1780 году — первая больница, в 1793 году — дома для инвалидов и сумасшедших.
16 февраля 1782 года наместником Воронежским и Харьковским указом императрицы Екатерины II был назначен Василий Алексеевич Чертков. При нём в Воронеже были созданы органы самоуправления: дворянское депутатское собрание и городская Дума. Под его руководством была создана регулярная планировка города с прямыми пересекающимися улицами. Регулярный (главный) план города Воронежа, утверждённый в 1774 году императрицей Екатериной II, основывался на традиционном для того времени принципе «трезубца». От Митрофаньевского монастыря прошли три «луча» — Большая Московская улица (ныне ул. Плехановская), Большая Девицкая улица (ныне ул. Платонова и ул. 9 января) и Мещанская улица (ныне ул. Володарского). Планировка Воронежа приобрела современные черты.
Проведение в наместническом доме театральных представлений дало возможность появлению воронежского профессионального театра. По проекту Джакомо Кваренги был перестроен архиерейский двор, был построен дом Казённой палаты и одно из трех зданий для наместнического правления (остальные не были построены). Было открыто Народное училище, преобразованное потом в Главное народное училище.

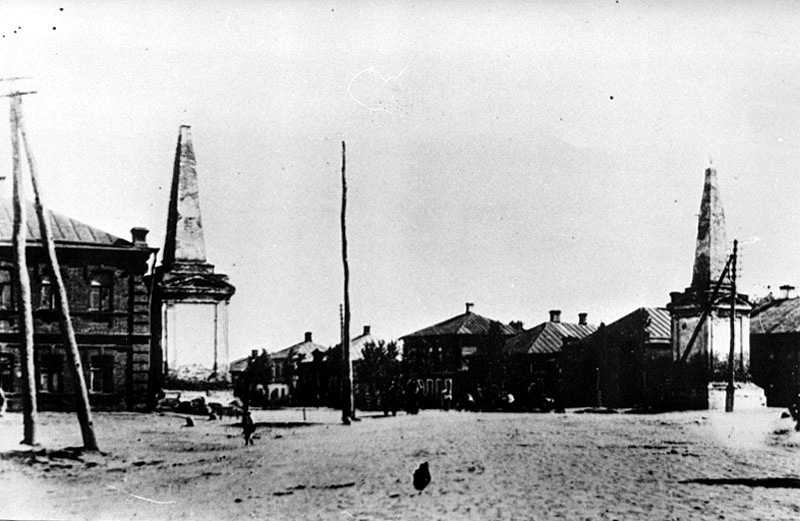
Площадь заставы, Воронеж 1920-е годы

В 1796 году по приказу генерал-губернатора А. Я. Леванадова при въезде в город со стороны Москвы по Новомосковской улице (ныне ул. Плехановской) были установлены пилоны с гербами-орлами. Похожий пилон сохранился на месте бывшего Чугоновского кладбища.

## XIX век

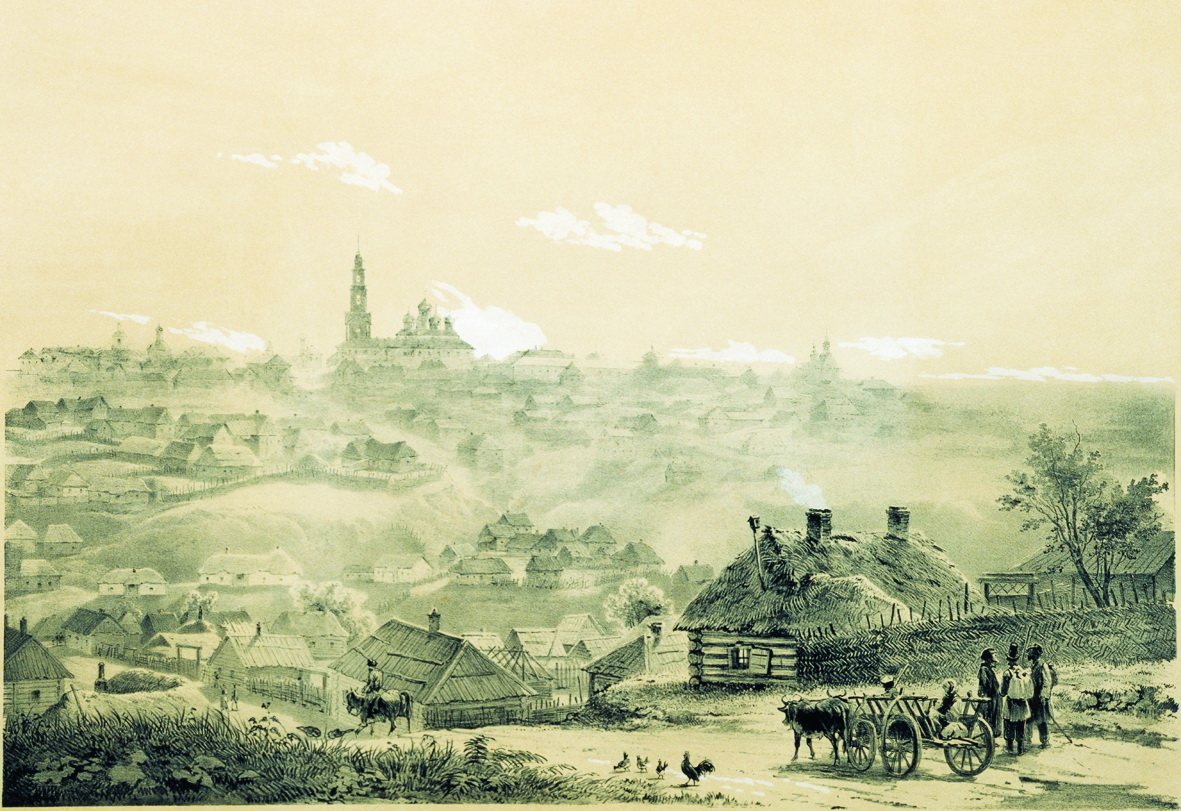
В. Тимм, вид Воронежа с западной стороны, XIX век

В Отечественной войне 1812 года против Наполеона сражалось более 10 воронежских полков народного ополчения.
8 августа 1805 года Тимофей Кондратьев стал городским архитектором Воронежа. В городе эта должность была введена впервые.

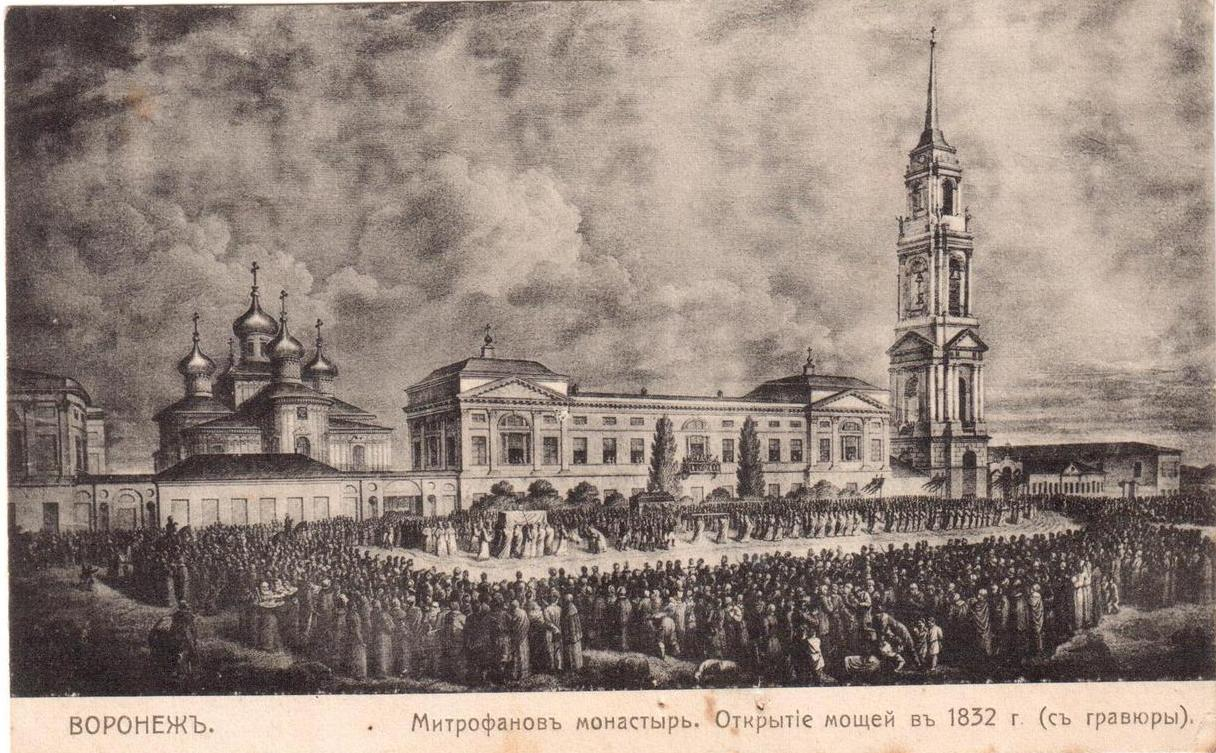
Открытие мощей Святителя Митрофана

28 января 1830 года по рекомендации министра внутренних дел А. А. Закревского воронежским губернатором стал Д. Н. Бегичев. Согласно сведениям Литвинова, которые были опубликованы в 1914 году, «особенно часто начали проявляться чудеса и повсеместно оглашаться чудесные исцеления от нетленных мощей Святителя Митрофана». Это привлекло в Воронеж много верующих людей. Летом 1830 года их количество было особенно велико, и началась эпидемия холеры. Каждый день от болезни умирало 300—400 человек. Бегичев потратил много своих денег на борьбу с болезнью, а также организовал пожертвования среди многих купцов и дворян. На эти средства была построена холерная больница на 200 человек. В 1831 году эпидемия закончилась. 27 февраля 1831 года за усердие Бегичеву было пожаловано на 12 лет тысячу рублей из Государственного казначейства, а 9 марта 1832 года присвоено звание действительного статского советника. Через некоторое время были открыты мощи Святителя Митрофана. При этом проводилась торжественная церемония, на которую приезжал Николай I. Приезд монарха был связан с любопытным фактом. Николаю I не понравилось местоположение семинарии (ныне пр. Революции, 29), поэтому он велел перевести её в другое место. После долгой переписки архитектор А. Ф. Щедрин выполнил чертежи нового здания, но отсутствие денег привело к тому, что семинария осталась на месте. Летом 1833 года началась засуха, которая привела к голоду людей. Губернатор использовал свои личные связи, чтобы добиться выделения Воронежской губернии миллиона рублей на преодоление последствий этой трагедии. Также следует сообщить, что именно Д. Н. Бегичеву принадлежит идея открытия в Воронеже памятника Петру I, но средств тогда на это не хватило. После назначения обер-прокурором московского департамента Д. Н. Бегичев 1836 году уехал из Воронежа.
В 1853—1857 годах губернатором был Ю. А. Долгоруков. Спустя много времени опять появился в Воронеже губернатор, к которому надо было обращаться не по званию, а по титулу «Ваше сиятельство». В 1853 году новый губернатор организовывал в Воронеже первую выставку сельских произведений пяти чернозёмных губерний. На его управление губернией пришлась Крымская война (1853—1856). За два года местное дворянство на военные нужды пожертвовало 67 тысяч рублей серебром. За проведение рекрутских наборов в губернии Ю. А. Долгоруков был награждён орденом Св. Анны первой степени с Высочайшим благоволением от императора. После смерти Николая I новом императором Александром II 27 сентября 1855 года Воронежская губерния была объявлена на военном положении. 6 января 1857 года Александр II произвел Ю. А. Долгорукова в сенаторы и он был уволен с должности Воронежского губернатора.
25 января 1857 года губернатором Воронежской губернии был назначен Н. П. Синельников. При нём в Воронеже было возобновлено возведение памятника Петру I, который был торжественно открыт через год после снятия губернатора с должности. Центральные улицы были вымощены, а через реку Воронеж был выстроен Чернавский мост, который получил своё название из-за Чернавого (то есть красивого) луга на берегу реки. В это время также проводилось осушение болот. В 1883 году Воронежская городская дума приняла решение об избрании Синельникова Николая Петровича почётным гражданином города.

В 1879 году рабочие Воронежских железнодорожных мастерских стихийно вышли на полотно железной дороги и задержали движение поездов, требуя выплатить зарплату. Это была первая забастовка в истории Воронежа и она завершилась успешно: зарплату выплатили.

## Начало XX века

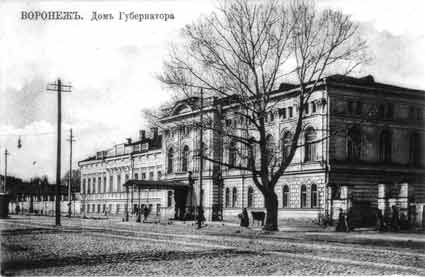
Воронеж, дом губернатора (конец XIX века.)

В 1912 году у станции Отрожка были построены Отрожские железнодорожные мастерские, которые впоследствии стали основой развития Воронежского вагоноремонтного завода. В 1913 году создаётся первое светское высшее учебное заведение в городе — сельскохозяйственный институт им. Петра Великого (ныне Воронежский государственный аграрный университет имени Императора Петра I). 28 августа 1914 года согласно принятому решению городской Думы Воронеж стал членом Всероссийского городского союза (Всероссийского союза городов). Союз был учреждён 8-9 августа того же года и оказывал помощь больным и раненым солдатам, офицерам, тесно сотрудничал с Всероссийским земским союзом и обществом Красного креста. Представителем от Воронежа в союзе был единогласно выбран И. Т. Алисов.
В 1905 году в Воронеже произошли черносотенный погром, мятеж в воронежском дисциплинарном батальоне и две политические стачки. Декабрьская стачка прошла 8 декабря после получения её организаторами телеграммы из Москвы о начале всероссийской политической забастовки. 12 декабря стало известно о начавшемся в Москве вооружённом восстании, после чего был проведён митинг, в котором приняли участие 7 тысяч воронежцев. Возникла угроза восстания. Поэтому 16 декабря Воронеж был объявлен на военном положении. При помощи властей Тамбова волнения были прекращены. В апреле 1908 года по приговору Центрального комитета партии социалистов-революционеров за многочисленные репрессии против участников крестьянских бунтов в карету воронежского губернатора М. М. Бибикова была брошена бомба. У губернатора была ранена нога, ухо и правая щека, а его жену контузило. Преступницу казнили.
В 1915—1916 годах в Воронеже стали расти цены на продовольствие и промышленные товары. Административное их регулирование привело к очередям за сахаром, мукой, хлебом и др.

## 1917—1920 годы
После Февральской революции 2 (15) марта 1917 года воронежский губернатор М. Д. Ершов обратился к жителям Воронежа и губернии со следующим посланием: «Доходят разные сведения о необычайных происшествиях в столице. Каковы бы ни были события и сколько бы ни различны мнения о них, перед всеми нами стоит одна великая задача, нас всех одушевляет одно желание, чтобы Россия благополучно пережила ниспосланные ей Богом тяжкие испытания и победоносно отразила грозного врага». 6 (19) марта 1917 года по решению Временного правительства губернатор был отстранён от должности.
В октябре 1917 получив известия о перевороте в Петрограде, местные власти в лице эсеровского исполкома Совета и и. о. губернского комиссара правительства попытались скрыть эти сведения. Большевики и левые эсеры не смогли добиться от эсеровского исполкома Совета создания военно-революционного комитета (ВРК) и решили действовать самостоятельно. Их подпольному ВРК противостоял созданный 27 октября Комитет общественной безопасности из представителей думской управы, губкомиссара, Совета, железнодорожного союза, начальника гарнизона и прокурора. 30 октября (12 ноября) 1917 года после восстания 5-го пулемётного полка, расположенного в Воронеже, власть перешла к большевистскому военно-революционному комитету во главе с А. С. Моисеевым.
На выборах в Учредительное собрание в Воронеже победила Конституционно-демократическая партия, получившая 58 % голосов.
Во время Гражданской войны в России дважды занимался белыми войсками, первый раз с 11 по 12 сентября 1919 года 4-м Донским корпусом К. К. Мамонтова и с 6 октября по 24 октября 1919 года отрядами А. Г. Шкуро.
В 1918 году из Юрьева переведён Юрьевский университет и на его базе создан Воронежский государственный университет, в 1930 году — химико-технологический институт и лесохозяйственный институт.

## 1921—1941 годы
В 1926 году в Воронеже появился первый телефонный автомат на улицах города и была проведена междугородная телефонная связь. 16 мая 1926 года в городе был пущен первый трамвай. Первой линией был маршрут «Железнодорожный вокзал — Маслозавод» (ныне остановка «Цирк»).

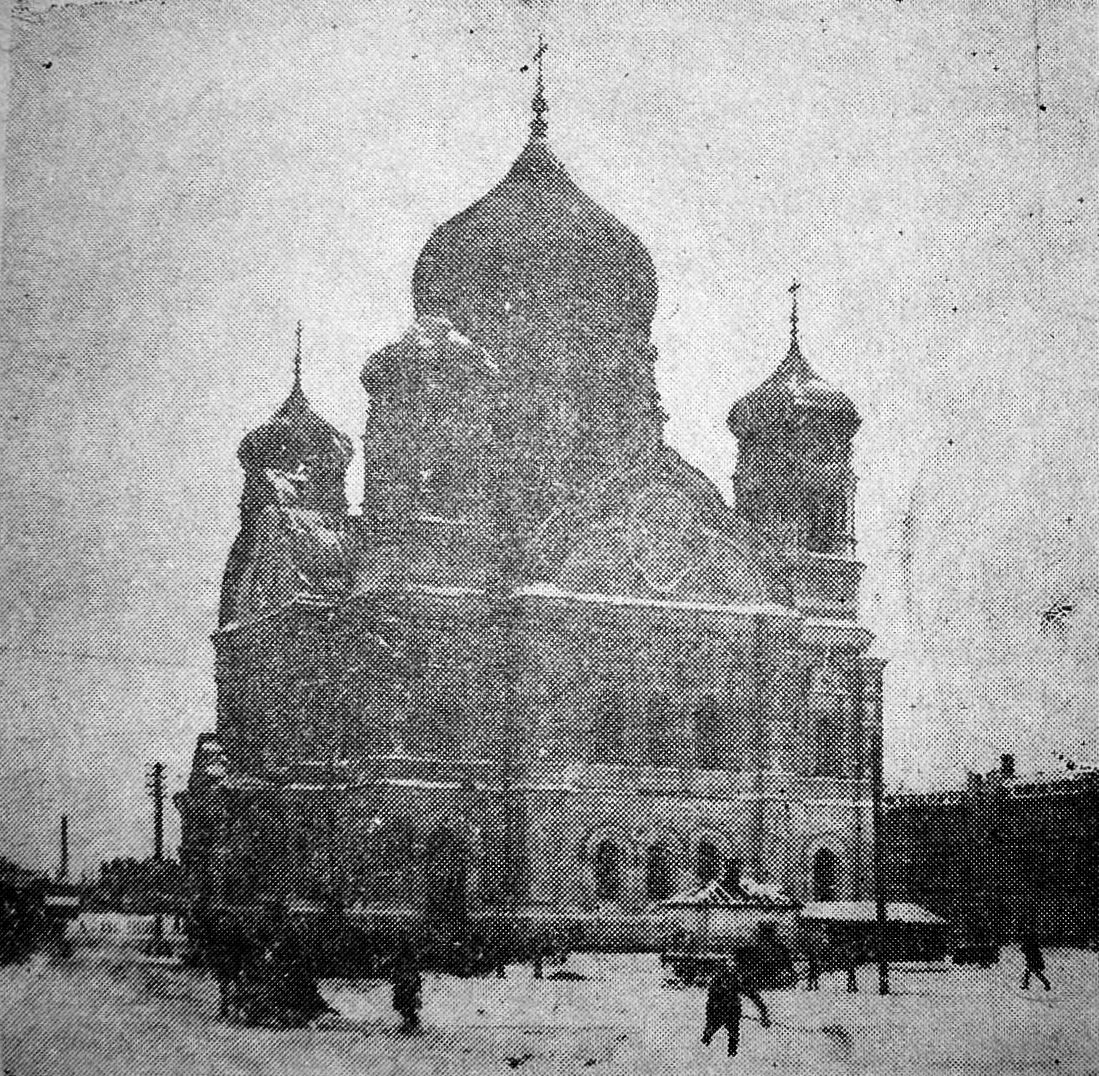
Воронеж, Владимирский собор

10 мая 1931 года согласно постановлению секретариата облисполкома была разрушена Владимирская церковь, построенная к 900-летию принятия христианства на Руси в 1896—1918 годах. Церковь за красоту часто называли собором.
В 1930 году в Воронеже размещались большой военный аэродром «А» и малый аэродром, запасные площадки, полигон для бомбометания и стрельб 11-й бригады тяжёлых бомбардировщиков ТБ-1 дальней авиации Московского военного округа ВВС РККА, которой командовал Александр Маркович Осадчий. В июне 1930 года самолёт ТБ-1 с командованием 11-й бригады разбился ночью в районе Харькова. В качестве одной из причин трагедии называлось неумение находившихся на борту пользоваться парашютом. 3 июля 1930 года главный комиссар военно-воздушных сил РККА Пётр Ионович Баранов издал приказ № 0476, согласно которому Леониду Григорьевичу Минову было необходимо провести в Воронеже первый учебно-тренировочный сбор по прыжкам с парашютом на базе 53-й эскадрильи. Поставленная задача была выполнена 26 июля 1930 года. Этот день считается днём рождения советского парашютного спорта. Первый учебно-тренировочный прыжок в истории СССР осуществил Л. Г. Минов с самолёта «Фарман-Голиаф». Вторым прыгнул Я. Д. Мошковский, впоследствии первый в ВВС СССР начальник парашютной школы ОСОАВИАХИМа. После него прыгнули и другие. По заданию К. Е. Ворошилова учебно-тренировочные прыжки с парашютом повторили 29 июля. 31 июля подготовка к десантной операции была закончена. 2 августа 1930 года в двух километрах от Воронежа был десантирован первый советский военно-воздушный десант, состоящий из двенадцати человек: Минова, Мошковского, Мухина, Филлипова, Егорова, Черкашина, Фреймана, Захарова, Кухаренко, Пейдус, Коваленкова и Поваленко. 2 августа празднуется как день рождения воздушно-десантных войск России.

## Воронеж в годы Великой Отечественной войны
23 июня 1941 года для воронежской милиции было введено казарменное положение; на фронт были отправлено более 8 тыс. милиционеров
. В сентябре 1941 года был сформирован Воронежский добровольческий полк, который вошёл в состав 100-й стрелковой дивизии. По пути на фронт ей первой было присвоено звание 1-й гвардейской стрелковой дивизии; полк впоследствии тоже стал гвардейским и закончил войну освобождением австрийской столицы Вены весной 1945 года.
В июне 1941 года, выполняя полученный в феврале государственный заказ, на Воронежском экскаваторном заводе им. Коминтерна были собраны две пусковые установки БМ-13 («Катюша»), в июле — 30 установок, а в августе совместно с другими воронежскими заводами — более 100 установок. В Воронеже конструкция «Катюши» была усовершенствована так, что её изготовление стало проще, а время залпа было уменьшено с 5 минут до 15 секунд. Более 300 артиллерийских установок БМ-13, изготовленных в Воронеже, в декабре 1941 года участвовали в контрнаступлении под Москвой.

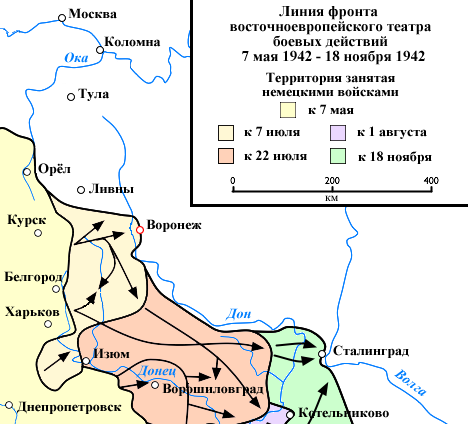
Фрагмент карты «Восточный фронт: май 1942 — ноябрь 1942» (город Воронеж выделен красным)

В связи с приближением к Воронежу немецких войск 22 октября 1941 года был создан городской комитет обороны. 7 ноября 1941 года по указанию ставки в Воронеже в ознаменование годовщины победы октябрьской революции был проведён парад войск. Таких парадов было всего три — в Москве, в Куйбышеве и в Воронеже.
Летом 1942 года оборона 13-й и 40-й армий Брянского фронта была прорвана немецкими войсками из-за предположения Ставки Верховного Главнокомандующего, что наступление будет проведено так же, как и в 1941 году на Центральном фронте в сторону Москвы. Из-за численного превосходства в личном составе и технике немецким войскам удалось подойти к Воронежу и 6 июля захватить правобережную его часть (Харьковская операция (1942)). Территория левого берега, которая в 1930-е годы была включена в состав города, немецкими войсками захвачена не была. В результате обороны Воронежа в июле 1942 года под командованием Ф. И. Голикова и Н. Ф. Ватутина был задержан на 4-5 дней прорыв немецкой группы армий к Сталинграду для окружения Юго-Западного фронта на Среднем Дону.

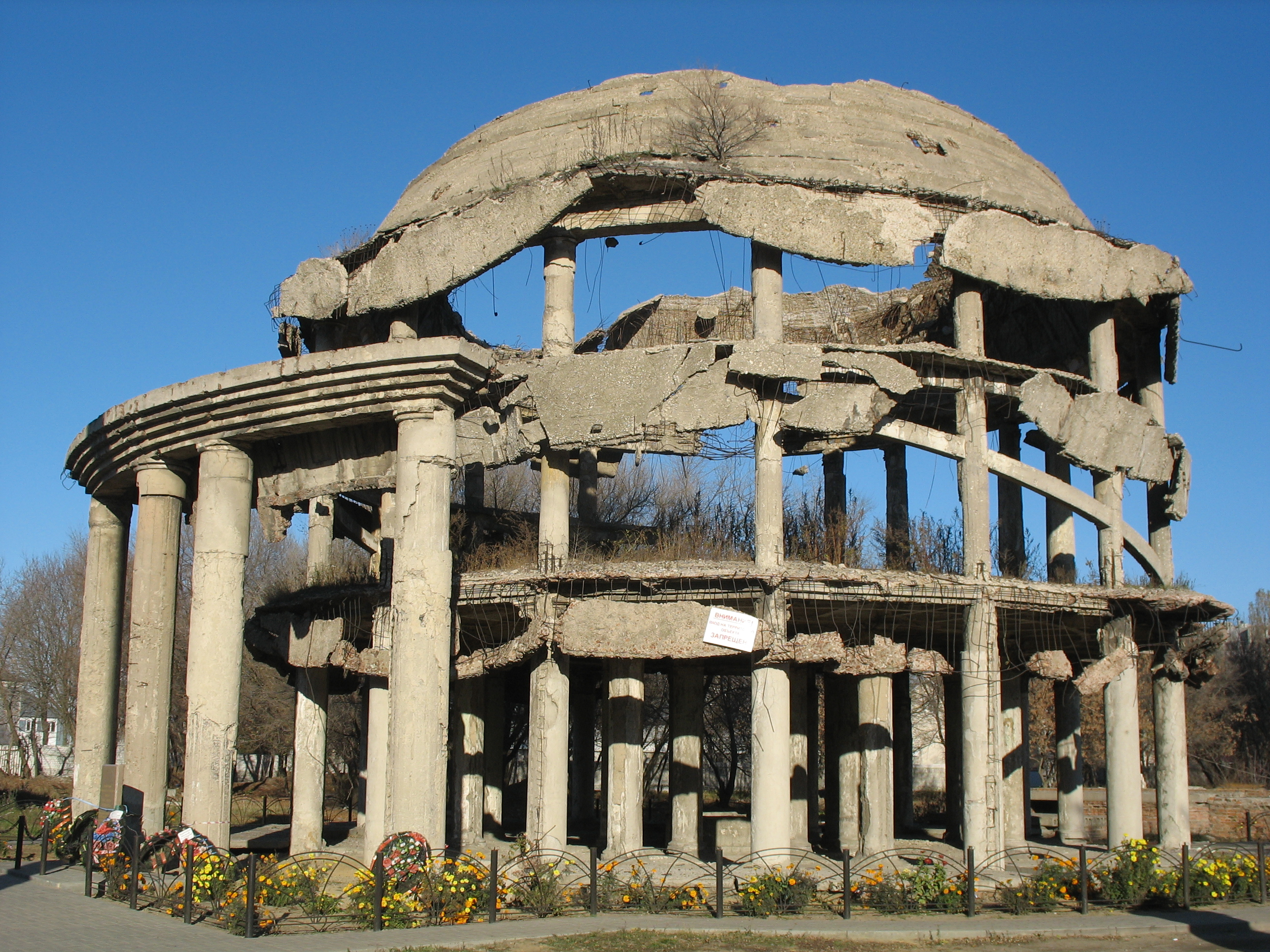
Разрушенный во время войны учебный корпус Областной больницы (сохраняется как памятник)

7 июля 1942 года был образован Воронежский фронт. К 10 июля советские войска освободили северо-восточную окраину Воронежа, а 12 июля начали первое частное наступление. В августе — сентябре 1942 года на правом берегу реки Воронеж был создан и расширен Чижовский плацдарм. С октября 1941 года по декабрь 1942 года велись позиционные бои местного значения, сковывающие в районе Воронежа почти 10 дивизий 2-й немецкой армии. 25 января 1943 года в ходе Воронежско-Касторненской наступательной операции Воронеж был освобождён войсками 60-й армии под командованием генерала И. Д. Черняховского. В честь этого события одна из городских улиц называется улицей 25 января.
С 7 июля 1942 года по 25 января 1943 года Воронеж, частично находясь под немецкой оккупацией, понёс значительный ущерб. По данным комиссии Государственного контроля в Воронеже было разрушено 18 тыс. домов (92 % всех жилых зданий). Имеются подтверждённые факты того, что на оккупированной территории Воронежа немецкие военнослужащие неоднократно убивали мирных жителей (в том числе женщин и детей).

## 1950—1980-е годы
К 1950 году восстановление Воронежа было завершено. Были восстановлены многие здания и архитектурные памятники города. В 1950-е годы в городе заработали новые предприятия Воронежский керамический завод, шинный завод (1950 г.) и др.

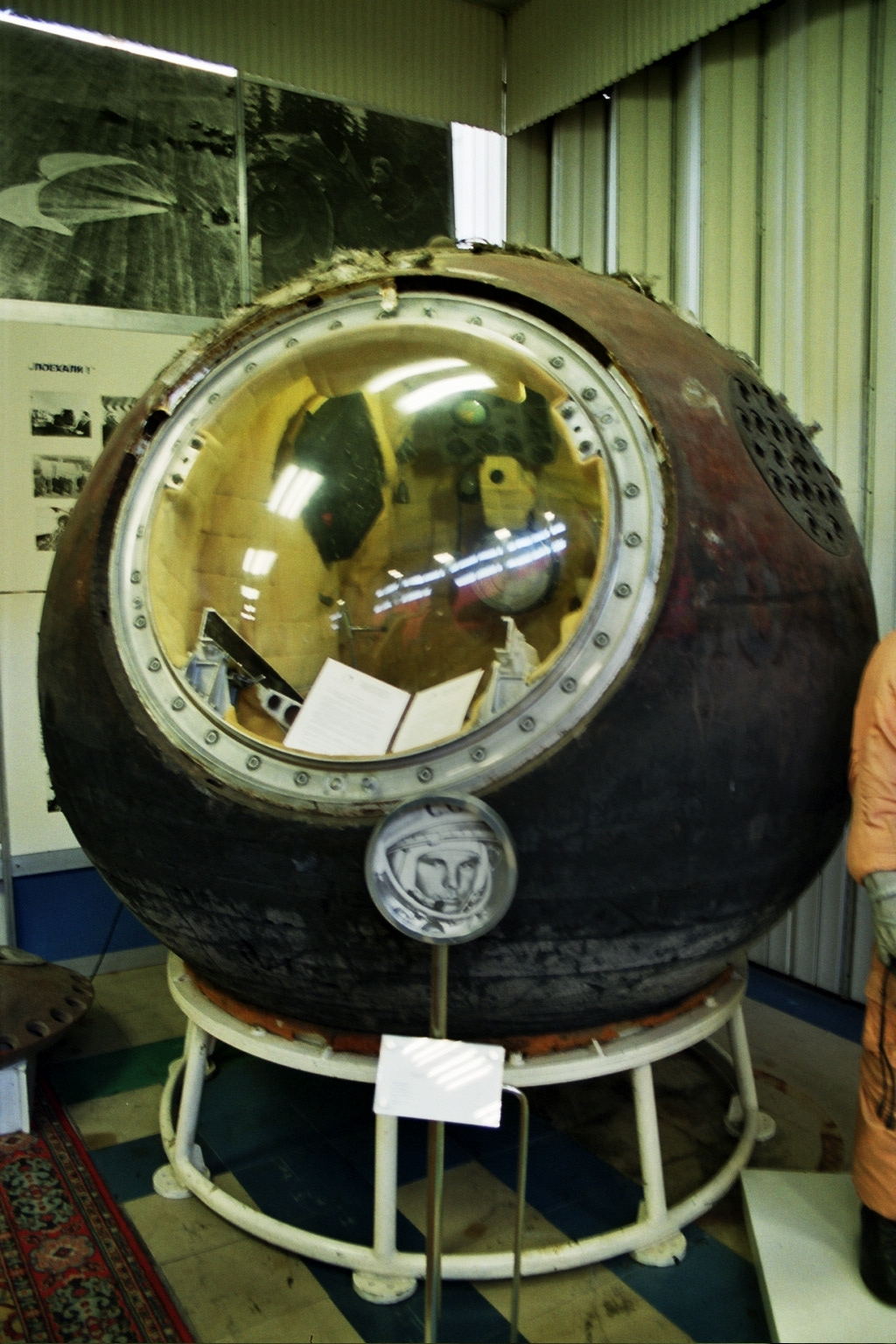
Восход-I

В Воронеже на предприятии «Конструкторское бюро химавтоматики» (КБХА) был разработан кислородно-керосиновый жидкостный ракетный двигатель РД-0105 для третьей ступени ракет-носителей «Луна». С помощью этого двигателя в 1959 году впервые в мире была достигнута вторая космическая скорость. На основе двигателя РД0105 был создан двигатель для третьей ступени ракеты-носителя, которая вывела в космос космический корабль «Восток» с первым в мире космонавтом Ю. А. Гагариным на борту.
Развивался и Семилукский огнеупорный завод. Возникший в годы первых пятилеток рабочий поселок Семилуки в 1954 году был преобразован в город. Город Семилуки стал первым городом-спутником Воронежа.

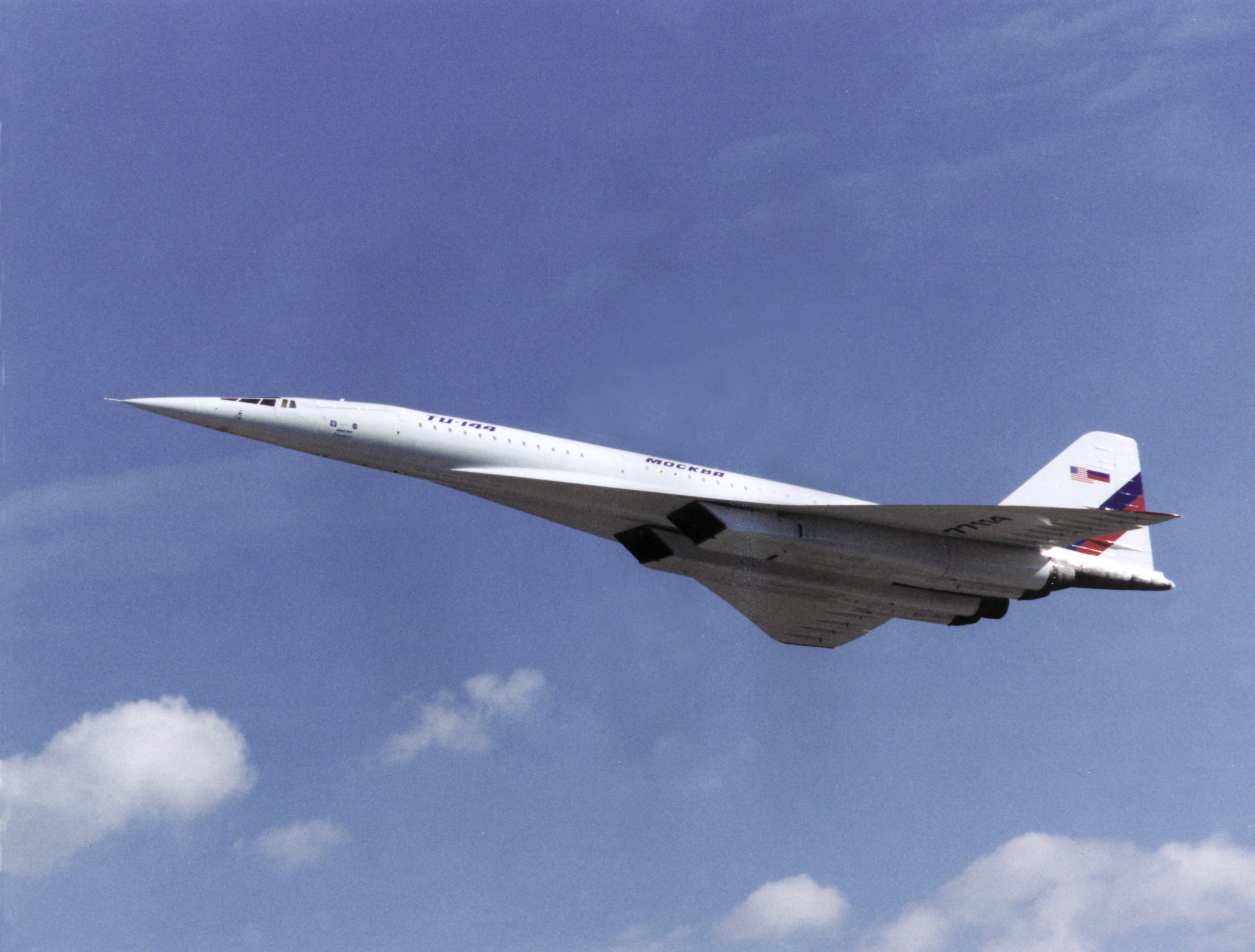
Первый в мире сверхзвуковой пассажирский самолёт Ту-144 в полёте

Именно в Воронеже на Воронежском авиационном заводе в 1968 году был впервые в мире серийно построен сверхзвуковой пассажирский самолёт Ту-144. В октябре 1977 года на заводе был построен первый советский аэробус (широкофюзеляжный самолёт) Ил-86.
В 1972 году было создано Воронежское водохранилище, которое стало самым большим в чернозёмном регионе. При этом были утеряны остатки церкви Взыскания погибших середины XIX века и здания адмиралтейства Петра I на Петровском острове, а Адмиралтейская церковь оказалась в подтопленном состоянии.
Указом Президиума Верховного совета СССР от 6 мая 1975 года город Воронеж был награждён орденом Отечественной войны I степени: «За мужество и героизм в годы Великой Отечественной войны и успехи в развитии народного хозяйства наградить город Воронеж орденом Отечественной войны I степени». Указ был подписан Председателем Президиума Верховного совета СССР Н. В. Подгорным и Секретарём Президиума Верховного совета СССР М. П. Георгадзе.
Указом Президиумом Верховного совета СССР от 10 мая 1986 года город Воронеж был награждён орденом Ленина
: «За большие заслуги трудящихся города в революционном движении, их вклад в борьбу с немецко-фашистскими захватчиками в годы Великой Отечественной войны, успехи, достигнутые в хозяйственном и культурном строительстве, и в связи с 400-летием со времени основания наградить город Воронеж орденом Ленина». Указ был подписан Председателем Президиума Верховного совета СССР А. А. Громыко и Секретарём Президиума Верховного совета СССР Т. Ментешашвили.

## Современный период
В связи с распадом СССР произошло изменение политико-экономической ситуации в России. Крупнейшие промышленные предприятия Воронежа оказались на грани банкротства. Для преодоления экономического кризиса большинство из них вошли в концерны и холдинги с другими предприятиями. У городского хозяйства возникли большие проблемы (плохое состояние дорог, невозможность эксплуатации электротранспорта и др.), которые к настоящему времени полностью не преодолены. Уничтожение памятников архитектуры, незаконное строительство на территории исторического центра негативно влияют на культурную жизнь в городе.

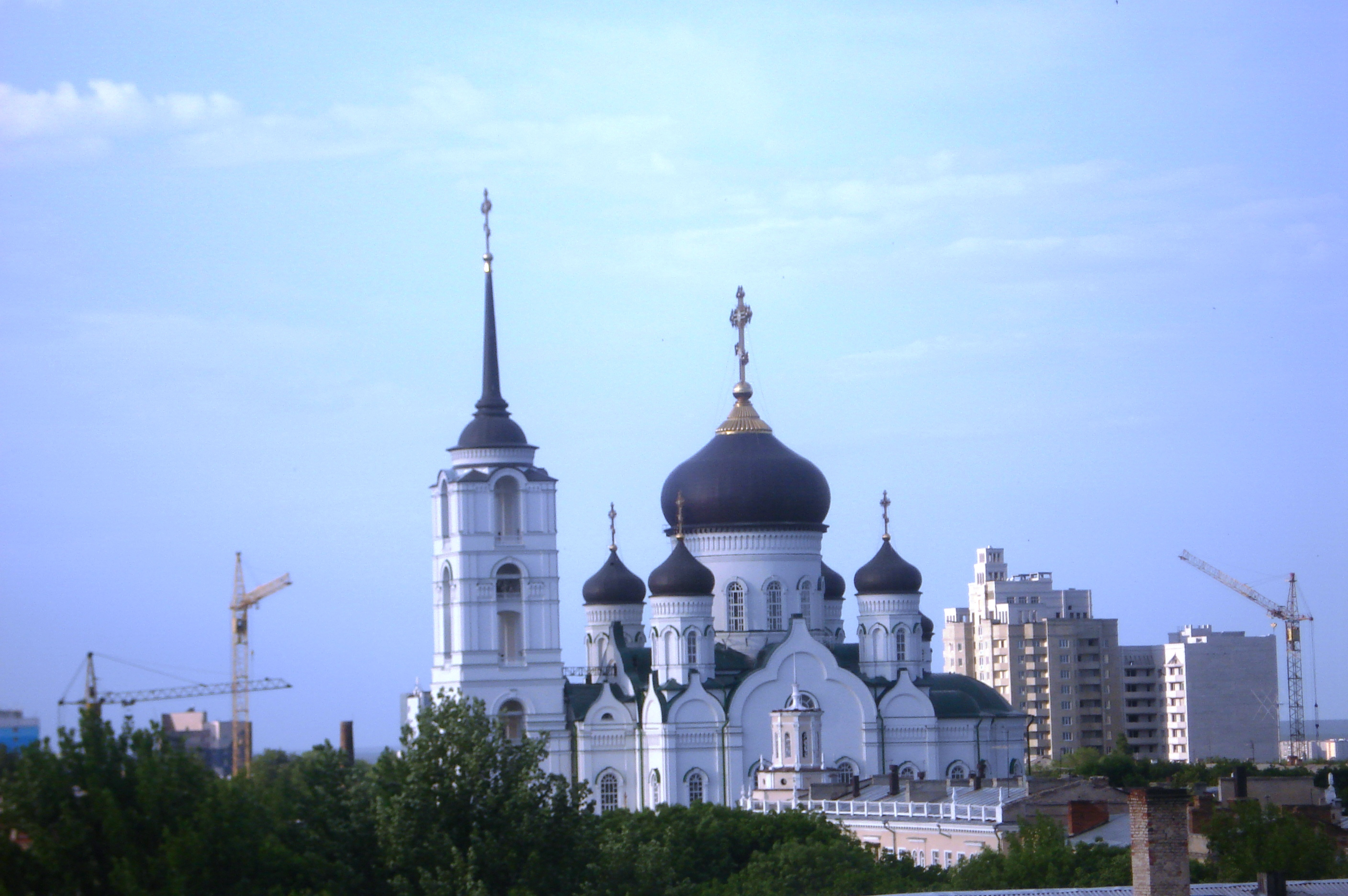
Благовещенский кафедральный собор

Тем не менее, несмотря на указанные проблемы с конца 1980-х годов в Воронеже произошли значительные политические и культурные события. 11 июня 1989 года в Воронеже было основано колокололитейное предприятие. В 1990 году Министерство культуры и Госстрой РСФСР внесли Воронеж в список исторических городов России.
В 1983 году в 6,5 км от черты города было начато строительство Воронежской атомной станции теплоснабжения, которое было приостановлено в 1990 году на основе проведённого среди воронежцев референдума. В начале и середине 1990-х годов были заключены договоры о побратимских отношениях между Воронежем и городами Шарлотт (США), Чунцин (Китайская Народная Республика) и Сливен (Болгария).
В 90-е годы XX века многие храмы были возвращены Русской православной церкви; была продолжена их реставрация. В 2009 году взамен утраченного был построен новый Благовещенский кафедральный собор.
С 1990 года в Воронеже в городе появились памятники поэтам и писателям: А. П. Платонову (1999), И. А. Бунину (1995), С. А. Есенину (2006), А. С. Пушкину (1999) и О. Э. Мандельштаму (2008). У строящегося Благовещенского собора был установлен памятник святителю Митрофану Воронежскому (2003).
1 сентября 1999 года в Воронеже было открыто представительство Министерства иностранных дел Российской Федерации, которое обеспечивает взаимодействие Министерства иностранных дел России с органами государственной власти Воронежской, Белгородской, Липецкой и Тамбовской областей, входящих в зону ответственности Представительства, при выполнении дипломатической и консульской работы.
В 2003 году Воронеж был выбран столицей празднования Дня славянской культуры и письменности.
В 2005 году в Воронеже состоялся первый в России Всероссийский фестиваль виолончельного искусства.

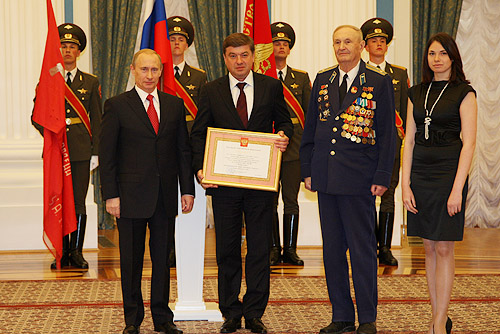
Вручение грамоты о присвоении Воронежу почётного звания «Город воинской славы». Москва. Кремль. 2008 год

16 февраля 2008 года «за мужество, стойкость и массовый героизм, проявленный защитниками города в борьбе за свободу и независимость Отечества» президент России Владимир Путин подписал указ о присвоении Воронежу почётного звания РФ «Город воинской славы».
15 апреля 2009 года был полностью ликвидирован трамвайный транспорт. Здания, представляющие историческую ценность, в современном Воронеже находятся под угрозой уничтожения. Например, в 2008 году снесён дом Перелыгиной на ул. Платонова, построенный в 1919 году. Здание имело статус памятника истории и архитектуры регионального значения. В 2011 году несмотря на протесты воронежцев может быть снесён Гарденевский архитектурный комплекс XVIII века для строительства нового современного здания. По мнению доцента кафедры истории России исторического факультета Воронежского государственного университета Александра Акиньшина, «архитектурную старину (Воронежа) ждет достаточно печальная участь. … к 450-летию Воронежа уцелеют разве что объекты, занятые государственными учреждениями, памятники-образцы».
В 2010 году на семинаре «Новые технологии — основа современных систем связи» концерном "Созвездие было представлено оборудование системы широкополосной мобильной связи четвёртого поколения «AstraMAX» совместного производства концерна и компании «Runcom Technologies». 20 августа 2010 года на заводе «Тяжмехпресс» был впервые в мире создан кривошипный горячештамповочный пресс усилием 14 000 тонносил модели КБ 8552. На территории городского микрорайона Масловка Правительство Воронежской области при поддержке Инвестиционного фонда России реализует проект создания индустриального парка для размещения более 100 новых предприятий, в том числе и трансформаторного завода компании Siemens. 7 сентября 2011 года в Воронеже открылся Глобальный центр эксплуатации сетей компании Nokia Siemens Networks, который стал пятым в мире и первым в России.
С 10 по 17 сентября 2011 года Воронеж отмечал своё 425-летие. Юбилею города был присвоен статус празднования федерального масштаба, что позволило привлечь крупные инвестиции из федерального и областного бюджетов для благоустройства города.
17 декабря 2012 года в городе родился миллионный житель.

## История в нумизматике и филателистике

### Памятные монеты
В 2006—2012 годы Центральным Банком Российской Федерации были выпущены следующие памятные монеты из драгоценных и недрагоценных металлов (всего 9 монет):
- в 2006 году монета (1 рубль, серебро 925, пруф) из серии «Вооружённые силы Российской Федерации» — с изображением на реверсе первого в СССР парашютного десанта, который был осуществлён на войсковом учении Московского военного округа под Воронежем 2 августа 1930 года с двухмоторного самолёта «Фарман-Голиаф»[116]
- в 2008 году монета (3 рубля, серебро 925, пруф) из серии «Памятники архитектуры России» — с изображением на реверсе Успенской Адмиралтейской церкви XVII в.[117]
- в 2009 году монета (2 рубля, серебро 925, пруф) из серии «Выдающиеся личности России», посвящённая 200-летию со дня рождения поэта Алексея Васильевича Кольцова, который родился и жил в Воронеже[118]
- в 2009 году монета (3 рубля, серебро 925, золото 999, пруф) из серии «Памятники архитектуры России» — с изображением на реверсе воронежского Покровского собора[119]
- В 2010 году монета (1000 рублей, золото 999, пруф) из серии «История российского военно-морского флота» — Корабль «Гото Предестинация» — с изображением на реверсе парусного корабля «Божье Предопределение», построенного на воронежской верфи в 1698—1700 гг.[120]
- в 2011 году монета (1 рубль, серебро 925-й пробы, пруф, эмаль) из серии «История русской авиации» — с изображением на реверсе реактивного самолёта Ту-144, выпускавшегося Воронежским авиационным заводом в 1970-х — начале 1980-х годов[121]
- в 2012 году монета (10 рублей, сталь с латунным гальваническим покрытием, анциркулейтед) из серии «Города воинской славы» — Воронеж[122]
- В 2012 году монета (25 рублей, серебро 925, пруф, эмаль) из серии «Памятники архитектуры России» — Алексеево-Акатов монастырь, г. Воронеж — с изображением на реверсе Алексеево-Акатова монастыря[123]
- В 2012 году монета (2 рубля, серебро 925, пруф, эмаль) из серии «Выдающиеся личности России» — Художник И. Н. Крамской — 175-летие со дня рождения — с изображением на реверсе портрета И. Н. Крамского (1837—1887)[124]

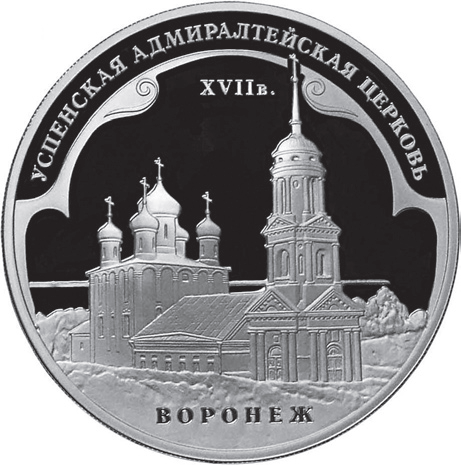
Реверс монеты Банка России с изображением воронежской Успенской Адмиралтейской церкви XVII в.
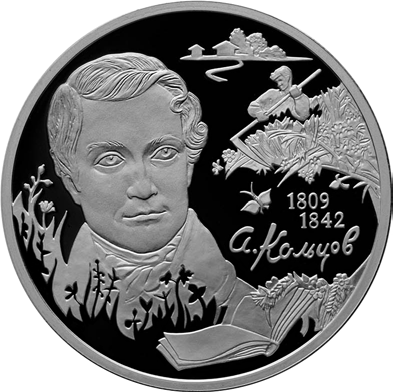
Реверс монеты Банка России, посвящённой 200-летию поэта А. В. Кольцова
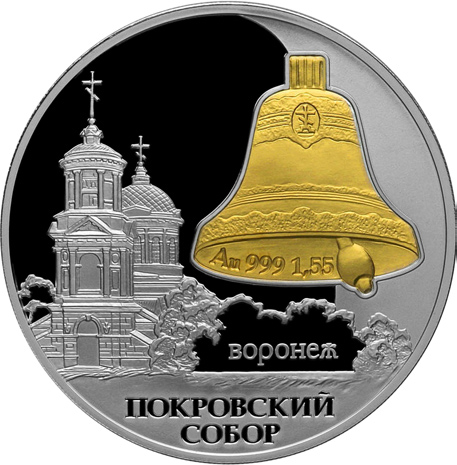
Реверс монеты Банка России с изображением воронежского Покровского собора

### Марки
- В 1986 году была выпущена марка к 400-летию города.
- В 2010 году была выпущена марка «Воронеж — город воинской славы».

## Комментарии
1. ↑  Существует версия, что название «Катюша» связано с клеймом «К» воронежского завода им. Коминтерна. Подробнее см. «Катюша» // Воронежская энциклопедия. — Справочно-энциклопедическое издание. — Воронеж: Центр духовного возрождения Чернозёмного края, 2008. — Т. т.1 (А—М),. — С. 360. — 524 с. — ISBN 978-5-900270-99-9.
2. ↑  А. П. Платонов родился в Воронеже и начинал здесь свою литературную деятельность.
3. ↑  О. Э. Мандельштам отбывал в Воронеже ссылку. Скульптор памятника — Лазарь Тазеевич Гадаев

### Научно-популярные издания
1. Воронежцы. Знаменитые биографии в истории края. — Воронеж: Издательский дом «Кварта», 2007. — 412 с. — ISBN 978-5-89609-105-9.

### Научные издания
1. Акиньшин А. Н. Воронежские губернаторы и вице-губернаторы. 1710—1917. — Историко-биографические очерки. — Воронеж: Центрально-Чернозёмное книжное издательство, 2000. — 398 с. — ISBN 5-7458-0786-5.
2. Воронежский фронт: история, люди, победы. — Историко-монографическое издание. — Воронеж: Центрально-чернозёмное книжное издательство, 2005. — С. 26. — («Земля Воронежская. Живая память»). — ISBN 5-7458-1035-1.
3. Воронеж: экономико-географическое исследование/Г. Т. Гришин, М. В. Гончаров, И. С. Шевцов и др. — Воронеж: Изд-во Воронежского Государственного Университета, 1986. — С. 35. — 224 с.
4. Глазьев В. Н. Воронежские воеводы и их окружение в XVI—XVII веках. — Воронеж: Центр духовного возрождения Чернозёмного края, 2006. — 168 с.
5. Загоровский В.П. Воронеж: историческая хроника. — Краеведческое издание. — Воронеж: Центрально-Чернозёмное книжное издательство, 1989. — 255 с. — ISBN 5-7458-0076-3.
6. Загоровский В. П. О древнем Воронеже и слове Воронеж. — Изд. 2-е. — Издательство Воронежского государственного университета. — Воронеж, 1977. — 100 с.
7. Попов П. А. Твой крест, Воронеж. Судьба города и человека. — Историко-документальное изд-е. — Воронеж: Центр духовного возрождения Чернозёмного края, 2008. — 176 с. — ISBN 978-5-91338-011-1.
8. Проторчина В. М. К вопросу о составе населения г. Воронежа в период первой ревизии // Из истории Воронежского края. Воронеж, 1969. Вып. 3.
9. Проторчина В. М. Население г. Воронежа в период третьей ревизии (1762—1765 гг.) // Там же. Воронеж, 1975. Вып. 5.
10. Расторгуев В. И. Воронеж — родина первого Адмиралтейства. — Воронеж: Изд-во Воронежского государственного университета, 2007. — 533 с. — ISBN 978-5-9273-1170-5. Научный редактор — доктор исторических наук профессор Н. А. Душкова, автор книги — капитан 1-го ранга, начальник Военно-Морского отдела военного комиссариата Воронежской области
11. Стратегический план социально-экономического развития городского округа город Воронеж на период до 2020 года / Под руководством В. Н. Эйтингона. — проект. — Воронеж: Воронежский государственный университет, 2010. (недоступная ссылка)
12. Шулепова Э. А. (руководитель научного проекта). Историко-культурное наследие Воронежа: материалы Свода памятников истории и культуры Российской Федерации. — Научно-документальное издание. — Воронеж: Центр духовного возрождения Чернозёмного края, 2000. — 575 с. — ISBN 5-900270-43-2.
13. Попов П. А. Воронеж: древнее слово и древние города, а также древние леса и древние реки России / П. А. Попов; послесл. Н. Ю. Хлызовой. — Воронеж : Кварта, 2016. — 608 с. — ISBN 978-5-89609-437-1.

### Учебники
1. Панова В. И. История Воронежского края. — 4-е, доп. — Воронеж: «Родная речь», 2008. — 287 с. — ISBN 978-5-8745-6562-6. Книга лауреат областных конкурсов учебников и учебно-методических пособий 1994 и 1995 годов